# Cultura de Paraguay

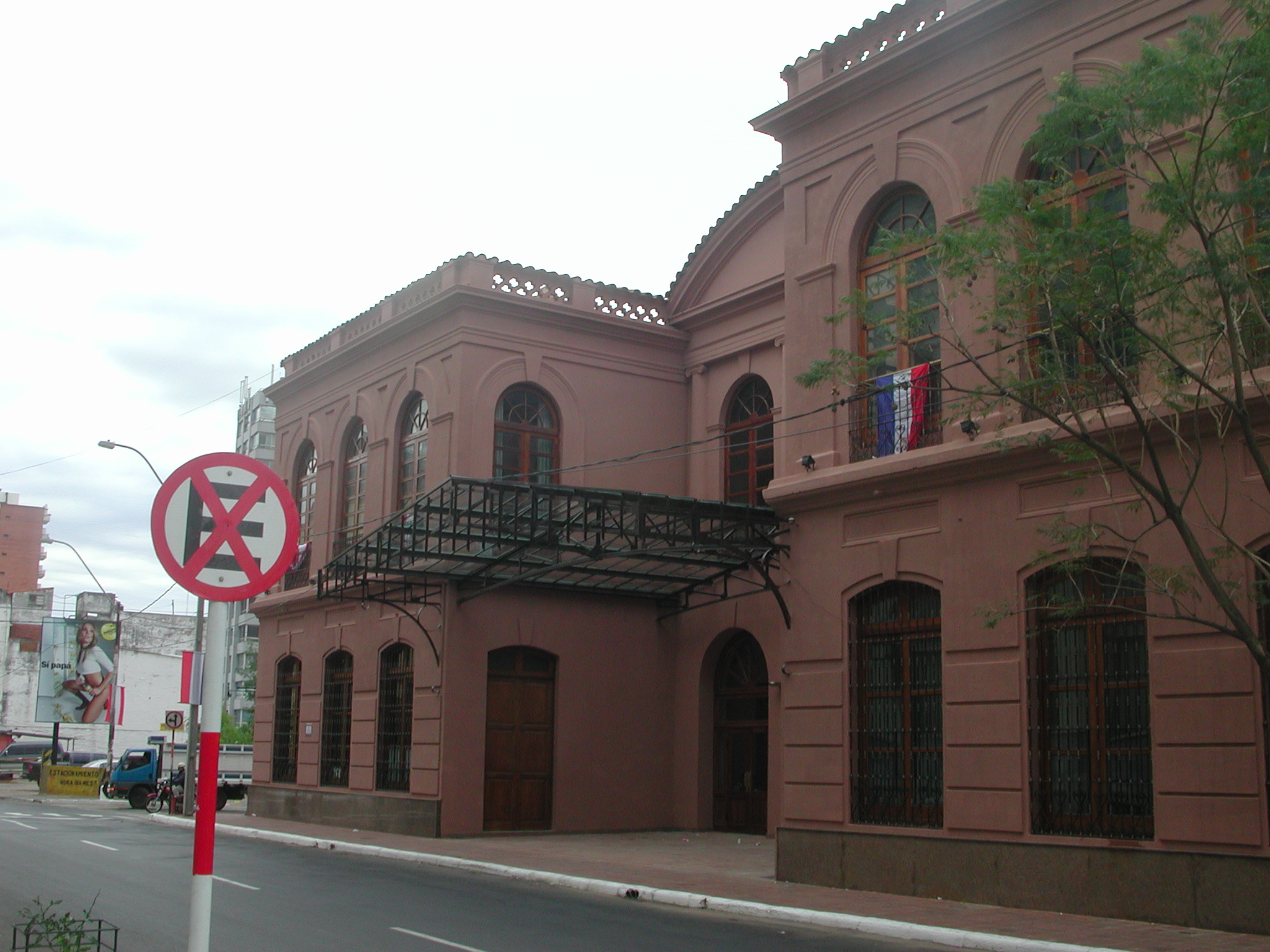
Teatro Municipal de Asunción.

La cultura de Paraguay se caracteriza por la fusión de culturas y tradiciones, que son la europea y la guaraní. Comparte las costumbres de los países de Iberoamérica. Aunque Paraguay posee una población heterogénea, es uno de los países más homogéneos en términos culturales. Una característica de esta fusión cultural es el bilingüismo.
En la actualidad, pues alrededor del 80% de los paraguayos hablan el yopará (mezcla de castellano y guaraní).
Esta fusión cultural está expresada en las artes como el bordado (ao po'i) y el encaje (ñandutí). El patrimonio culinario está profundamente influenciado por esta fusión cultural, con varios platos populares que tienen a la mandioca y el maíz como ingrediente base, un cultivo de origen prehispánico consumido en gran parte de Sudamérica. También destaca por el consumo de yerba mate, rasgo compartido con los países rioplatenses. La introducción de la ganadería se da en 1545, haciéndolo hoy el tercer consumidor mundial de carne vacuna y asado. Esa es la razón del porqué se dice que los paraguayos, desde sus orígenes, son más ganaderos que agricultores.
Son numerosos los patrimonios y manifestaciones culturales presentes en el país, tanto tangibles como intangibles, como las ruinas jesuíticas y el tereré, que fueron declarados Patrimonio de la humanidad de la Unesco. La década de 1950 y 1960 vieron el florecimiento de una nueva generación de novelistas con poetas paraguayos como Ricardo Mazó, Roque Vallejos, y el galardonado con el Premio Cervantes de 1989 Augusto Roa Bastos. La imprenta llegó a Paraguay en 1700. En 1900 se realiza la primera proyección cinematográfica y desde entonces, se han hecho varias películas paraguayas.

## Identidad paraguaya
La cultura en la tierra que hoy es Paraguay se remonta en el paleolítico de la Región Occidental. Esta cultura, considerada la más antigua del país, se caracterizaba por el nomadismo de cazadores y recolectores, quienes aprovechaban los recursos naturales sin ninguna productividad humana y trajinaban de un lugar a otro en busca de recursos para la caza, la pesca o recolección. Por otro lado, los pueblos neolíticos se asentaban en gran parte de la Región Oriental, quienes también se dedicaban a la caza, pero además cultivaban la tierra, dando paso a la formación de comunidades en grandes casas comunales. Este acontecimiento permitió una base para la organización social y favoreció el desarrollo de la manufactura y la cerámica. Unánimemente, la flor nacional es la pasionaria, mientras que el árbol nacional es el lapacho.
La población paraguaya actual es el resultado de la fusión de dos etnias distintas: el americano (guaraníes) y el europeo (italianos y españoles e Afroparaguayo ).pesar del reducido número de españoles en la sociedad amerindia, desde el comienzo de la conquista se inició el intenso proceso de mestizaje a través de la poligamia entre el hombre español y las mujeres amerindias. La actual sociedad y cultura paraguaya es fruto de esa mezcla étnica; la herencia de la civilización española se refleja en la organización política, social y económica, también la religión, la vestimenta, la vivienda, los instrumentos de metal y las técnicas de producción como el arado y la carreta. De la cultura guaraní se conservan las costumbres y los utensilios, el uso de la yerba mate, valores como la solidaridad y cooperación, y por encima de todo, el idioma guaraní el cual es hablado por casi la totalidad de la población. Todo lo mencionado constituyen algunas de las idiosincrasias de la identidad paraguaya, pero también se le suma los aportes de otras minorías culturales como los afrodescendientes de Emboscada, los japoneses de La Colmena y Pirapó, entre otros.

## Idioma

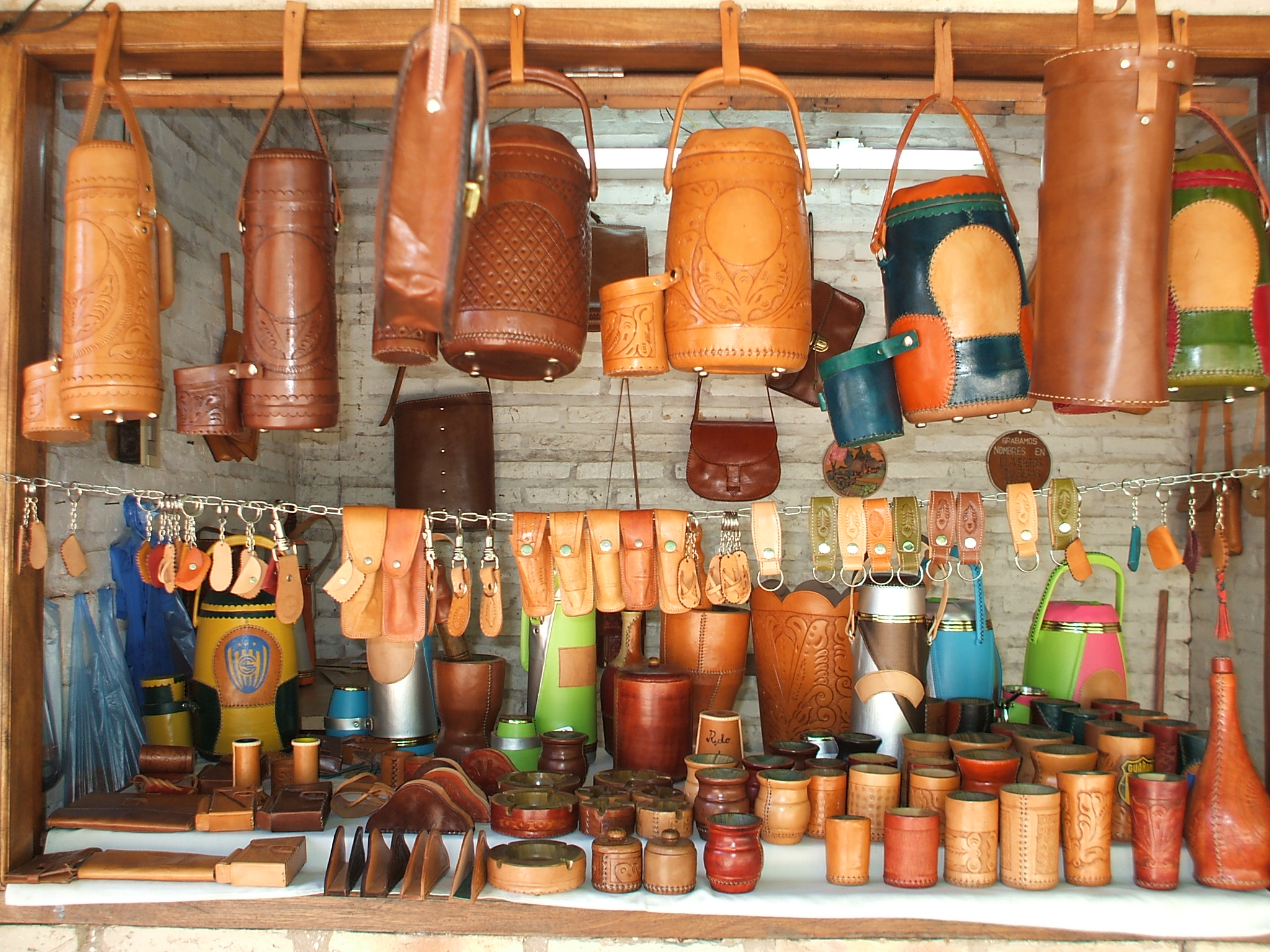
Artesanía en cuero

La característica más notable es el bilingüismo de los paraguayos. Según la Constitución Nacional las lenguas oficiales del Paraguay son el castellano y el guaraní, ambas habladas por alrededor del 90% de los habitantes. Sin embargo, las lenguas habladas en el territorio son más que dos: el portugués hablado en las ciudades fronterizas como Ciudad del Este y Pedro Juan Caballero, el alemán y bajo alemán hablado en las comunidades menonitas del Chaco, y las lenguas habladas por las parcialidades aborígenes en zonas agrupadas según la familia lingüística a la que pertenecen. Existen lenguas cuya habla se limita en entornos minoritarios como la colectividad sirio-libanesa cuyos descendientes se estiman en unos 100.000, mientras que los japoneses constituyen 10 000 individuos. De todos los grupos minoritarios, el más numeroso es la menonita con alrededor de 40.000 habitantes.

## Habla
El español paraguayo, hablado mayormente por la población de las zonas urbanas, se caracteriza por el uso del leísmo y del voseo (uso del vos en vez del tú), ausencia del yeísmo (no pronuncia el "ye" como "she", a diferencia del dialecto rioplatense). En cuanto al léxico, algunas palabras de uso coloquial son sacadas del dialecto rioplatense, así como sacadas del guaraní. En el español paraguayo la letra "r final" es una "wr", similar a la "r" inglesa (Saliwr, comewr, caminawr); mientras que la "tr" puede llegar a sonar como una "trr" con la lengua a la mitad del paladar y las "s" finales pueden llegar a ser mudas. El castellano hablado en Paraguay tiene influencias guaraníticas en la semántica y en la sintaxis. Algunas de estas peculiaridades son perceptibles aunque extrañas para el hispano no-paraguayo.
El calco semántico del guaraní al castellano es muy característico en muchas expresiones del habla coloquial en el español paraguayo. Por ejemplo, las frases que llevan la muletilla "un poco", la cual no tiene significado y suele usarse en modo imperativo, provienen del calco semántico guaraní cuyas sentencias terminan con el sufijo "mína", como sucede en "Escuchá un poco" (Ehendumína), "Mirá un poco" (Ehechamína), "Salí un poco" (Esẽmína), "Andáte un poco" (Ehomína), "Escribí un poco" (Ehaimína). Es común las contracciones en frases como "te vía contar" (te voy a contar) o "mía ir" (me voy a ir). Dentro de la variedad de acentos paraguayos, la más difundida y estandarizada por todo el país es el acento asunceno, gracias a la amplia difusión de los medios televisivos, radiales y audiovisuales. Luego está el acento encarnaceno que emplea la muletilla "ta", y el melódico acento villarriqueño, influenciado por las poblaciones criollas que se asentaron en la zona.
| Español paraguayo        | Guaraní paraguayo     | Español rioplatense        | Significado                                                                                |
| ------------------------ | --------------------- | -------------------------- | ------------------------------------------------------------------------------------------ |
| Me hallo demasiado       | Avy'aiterei           | Estoy muy contento         | Sentirse a gusto en algún lugar.                                                           |
| ¡Te dije luego!          | Ha'e voi ndéve!       | ¡Te lo dije posta!         | El "luego" indica énfasis o reafirmación.                                                  |
| Me voy en tu casa        | Aháta nde rógape      | Me voy a tu casa           | El sufijo "-pe" en rógape se traduce al castellano como "en" o "a", indistintamente.       |
| Voy a ir a venir         | Aháta aju             | Regresaré                  | Voy a ir a venir es la traducción literal de aháta aju.                                    |
| ¡Jesúkena!               | Hesúkena!             | ¡Jesús!                    | Interjección de asombro o sorpresa.                                                        |
| Curuvica, curivicar      | Curuvi                | Migaja, hacer añicos       | Fragmento pequeño resultante de la trituración de un material sólido.                      |
| Te voy a quitar una foto | Anohẽta ndéve ta'anga | Te tomaré una foto         | "Quitar" (del guaraní nohẽ) se usa como sinónimo de sacar, tomar, fotografiar, obtener.    |
| Me voy a ir ahora mañana | Aháta aga ko'ẽro      | Me iré mañana              | Calco semántico de la oración guaraní, donde "ahora" enfatiza cuándo ocurrirá la acción.   |
| Anda por su cabeza       | Oiko iñakãre          | Hace lo que quiere         | Vive según su capricho. Tiene connotación negativa y se refiere a alguien con poco juicio. |
| Vení un poco             | Ejumína               | Vení                       | Calco semántico del guaraní. "Eju" significa vení, "mi" es diminutivo y "na" es por favor. |
| Yaumína                  | Ja'umína              | Bebamos, brindemos         | Ja'u (bebamos), Mi (morfema diminutivo), Na (muletilla de afecto).                         |
| Habló por mí             | Oñe'ẽ cherehe         | Habló de mí                | Traducción literal de la oración guaraní. Uso incorrecto de la preposición "por".          |
| ¿Y después?              | Ha upéi?              | ¿Qué onda?                 | Forma coloquial para saludar o iniciar una conversación. Equivale a ¿qué hay de nuevo?.    |
| Dale na                  | Hálena                | Dale, por favor            | La muletilla "na" significa por favor, aunque también se usa para expresar afecto.         |
| Voy a andar por él/ella  | Aikóta hendive        | Cuidaré de él/ella         | Se usa para expresar cuando alguien va a en compañía o cuidado de una persona enferma.     |
| Bolaterapia              | Volapa                | Bola                       | Rumor falso, o una sarta de mentiras.                                                      |
| ¡Nde tavy!               | Nde tavy!             | ¡Qué loco!                 | Interjección de asombro o sorpresa.                                                        |
| Argel, argelado          | Ay                    | Antipático, insípido, soso | Persona o cosa que no tiene gracia ni inspira simpatía. Ej: "¡Qué argel que sos!".         |
| Plagueón, plaguear       | Chi’õ                 | Quejumbroso, quejar        | Hablar interminablemente de las desdichas propias. Ej: "Es un plagueón".                   |
| Purete                   | Jarýi                 | Genial, cool, copado       | Usado frecuentemente en expresiones como ¡Qué purete!.                                     |
| Letrado                  | Arandu                | Vivaracho, pícaro          | Persona, generalmente niño, de carácter vivo y astuto.                                     |
| Mau                      | Japu                  | Trucho                     | Falso, ilegal, pirata, corrupto, robado.                                                   |
| Purear                   | Jejapo                | Alardear, ostentar         | Hacer alarde o presunción de algo.                                                         |
| Tallar                   | Kaguai                | Criticar                   | Criticar o hablar de alguien a sus espaldas.                                               |
| Trozar                   | Juka                  | Fulminar                   | Golpear, herir o ridiculizar a alguien de forma verbal.                                    |
| Veníle                   | Eju hese              | Adelante                   | Indica visto bueno o aprobación para realizar algo.                                        |
| Ñoño                     | Ñoño                  | Birra                      | Botella grande de cerveza.                                                                 |
| Valle                    | Valle                 | Pueblo, ciudad natal       | Ciudad natal o pueblo del interior del país. Usado también en sentido peyorativo.          |
| Vamos a declarar so'o    | Ñamboso'óta           | Suspendamos esto           | Frase usada cuando se decide tirar la toalla o se suspende alguna actividad prevista.      |

## Religión
| Religión en Paraguay (2018)   | Religión en Paraguay (2018)   | Religión en Paraguay (2018) | Religión en Paraguay (2018) | Religión en Paraguay (2018) |
| ----------------------------- | ----------------------------- | --------------------------- | --------------------------- | --------------------------- |
| Religión                      | Religión                      |                             | Porcentaje                  | Porcentaje                  |
| Catolicismo                   | Catolicismo                   |                             | 88 %                        | 88 %                        |
| Cristianos no católicos       | Cristianos no católicos       |                             | 8 %                         | 8 %                         |
| Ateos/Agnósticos/Sin religión | Ateos/Agnósticos/Sin religión |                             | 2 %                         | 2 %                         |
| Otros                         | Otros                         |                             | 2 %                         | 2 %                         |

La Constitución de Paraguay establece la libertad de culto, además de leyes y políticas que contribuyen a la práctica libre de la religión. Gran parte de la población paraguaya es católica, y según datos del Vaticano, en términos porcentuales Paraguay es el país con más fieles católicos en América Latina. Sumado a los cristianos no-católicos, abarcan el 96% de la población, es decir, casi la totalidad. El país cuenta con 16 arquidiócesis, 3 mezquitas, 3 templos budistas, 1 sinagoga, además de numerosos templos cristianos de los menonitas, bautistas, adventistas, etc. Muchas de las minorías religiosas se encuentran asentadas en Asunción y Ciudad del Este.

## Composición étnica
En la América precolombina, en el territorio que abarca Paraguay vivían dos grupos étnicos distintos: los guaraníes y los pámpidos; los primeros se caracterizaban por sus costumbres pacíficas, y los segundos por su hostilidad y espíritu aguerrido. Tras la expulsión de los jesuitas de las misiones, el mestizaje aumentó y ayudó a constituir una población etnográficamente uniforme. En la actualidad, un gran porcentaje de la población tiene un antepasado guaraní y español, pero gracias a las leyes de inmigración que por un tiempo favoreció a los extranjeros, los inmigrantes de diversas nacionalidades lograron asimilarse a la población paraguaya. Entre esos grupos étnicos se encuentran italianos, alemanes, Norteamericano,  Asiático y    Oceanico menonitas principalmente; estos últimos se asentaron en las tierras más inhóspitas del chaco paraguayo para formar sus comunidades industriales, con la condición de no prestar servicio militar obligatorio.

## Arquitectura

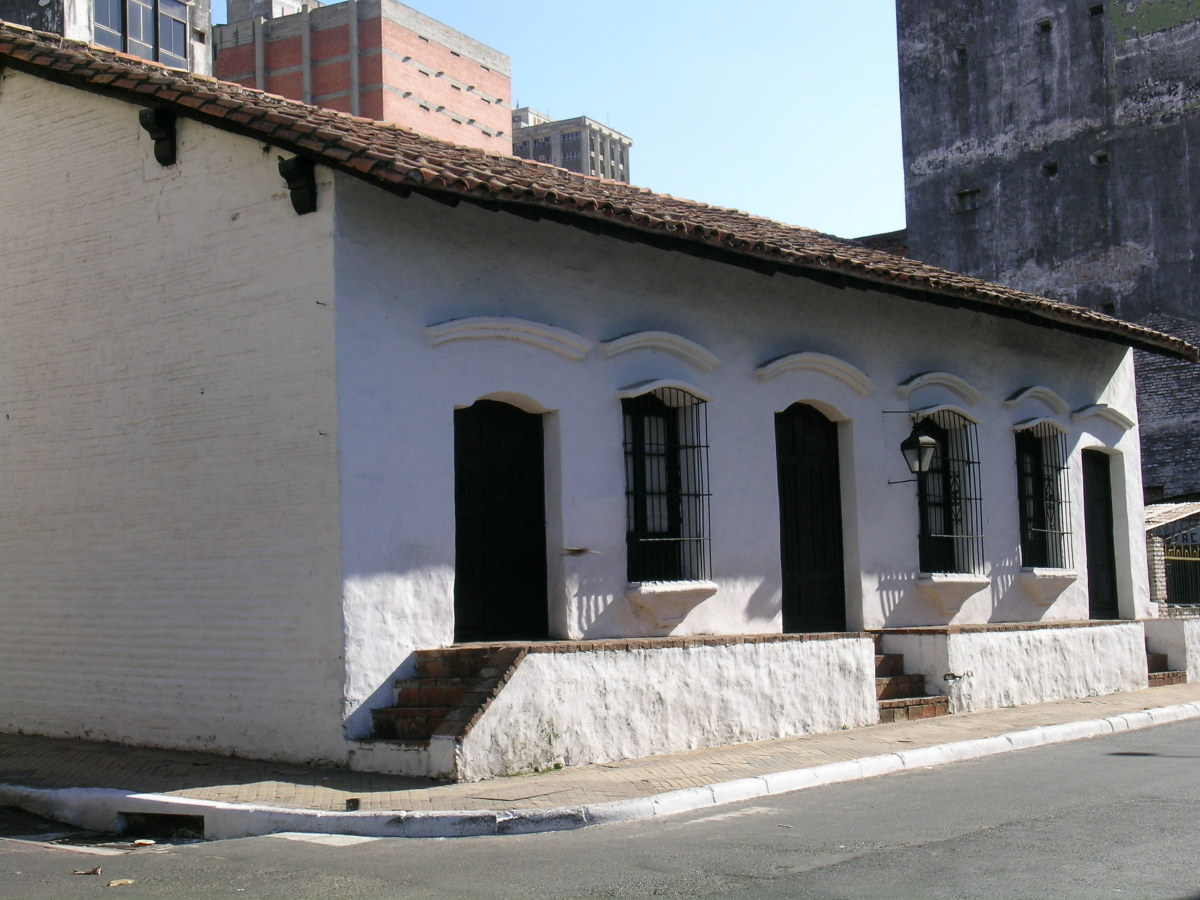
Casa de la Independencia, construida en 1772, reúne los elementos propios de una casa colonial: adobe, techo de tejas, armazón de palmas y tacuaras.

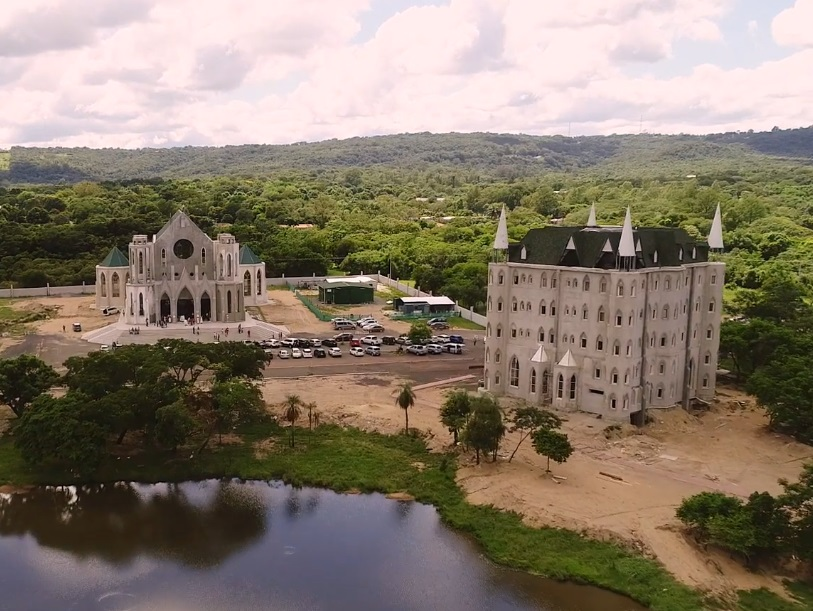
Iglesia de los Heraldos en Ypacaraí, tiene un estilo neogótico.

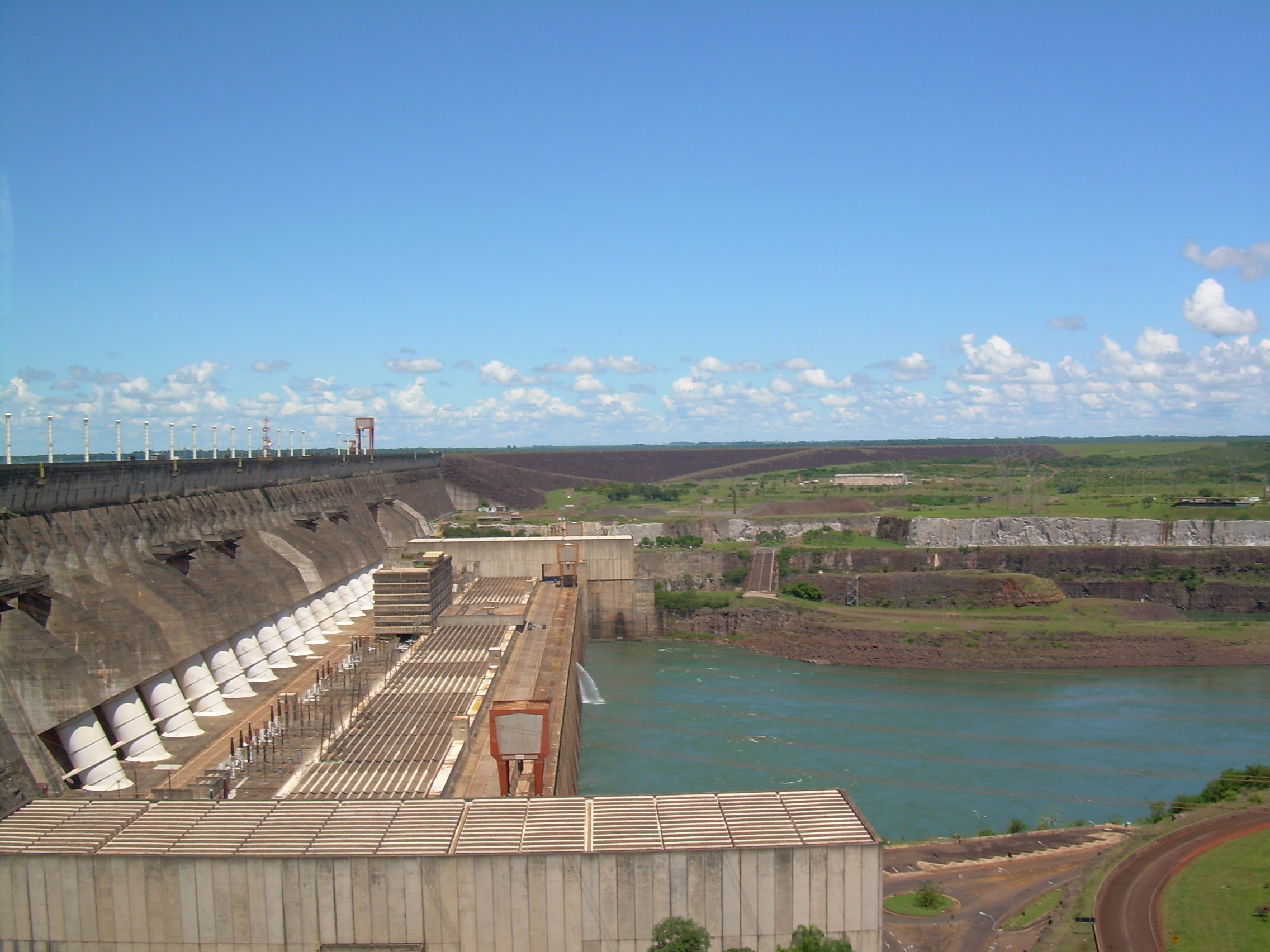
Hidroeléctrica Itaipú, una de las grandes obras de la ingeniería humana.

Durante la época colonial (1537-1811) e incluso hasta la época del proceso independentista, Asunción era todavía una comunidad semirrural y los núcleos urbanos consolidados aún no existían en Paraguay. Por consecuente, la arquitectura de esta época poseía características de una manifestación eminentemente popular, con pocos edificios significativos tanto por su escala como por el uso al que se destinaban. Muchas de las arquitecturas simbólicas del país se encuentran en las ciudades antiguas, sobre todo en el territorio que abarca Gran Asunción, aunque en otras localidades sobresalía en menor medida la casa del gobernador, los cuarteles y los conventos, que no sobrevivieron hasta nuestros tiempos pero de los cuales se disponen algunos registros fotográficos. Entre los escasos ejemplares de la arquitectura residencial de la época se encuentran: la Casa Viola, la Casa de la Independencia y la Casa Castelví.
En la época francista (1813-1840) y a diferencia de lo que ocurría en el resto del continente, se da un sesgo político-económico totalmente diferente que sometió al país al aislamiento casi total, y que en lugar de ello, se implementaron políticas autárquicas para el desarrollo. Durante las casi tres décadas de este gobierno se avanza poco en el desarrollo de núcleos urbanos, continuando con las tradiciones tecnológicas y espaciales de la colonia. Las apenas innovaciones arquitectónicas que se dieron fue el cambio de las estructuras portantes de madera por pilares de mampostería y paredes portantes. Entre los escasos ejemplos de obras durante este periodo es el Cabildo de la ciudad de Pilar.
A partir del gobierno de Carlos Antonio López (1844-1862) comienza la política de obras públicas de gran envergadura, constituidas en el proyecto integral para el país, como la reconstrucción de Asunción, el erigimiento de escuelas, estaciones de ferrocarril, muelles, arsenales, etc. En lo que a arquitectura respecta, en este periodo se nota la imposición paulatina de patrones culturales que relegarían la tradición colonial, un patrón transitivo hacia lo que se conoce como clasicismo, entendido como símbolo de modernidad para el país, pero sin abandonar los valores propios de la conciencia nacionalista. Se inicia la arquitectura de fachada y aparece el concepto de monumento, ausente en las precarias poblaciones hasta ese entonces. Los arquitectos más destacados fueron Pascual Urdapilleta, Tomás Vergés, Alonzo Taylor, Alejandro Ravizza y otros más quienes consigo, erigieron el Cabildo de Asunción; la Catedral de Asunción; las iglesias de Recoleta, Lambaré y Santísima Trinidad; la Estación Central de Ferrocarril y la Recova de Aduanas.
En el corto período gubernativo del Mariscal López (1862-1870) se culmina el proceso iniciado en el gobierno anterior. No obstante, la faceta europea se acentuaría aún más en la arquitectura de aquel tiempo, un rasgo que el mariscal implementó tras su viaje al Viejo Continente. Una vez que el estado mercantilista triunfara en el país se utilizan las obras públicas para prestigiar al estado, mientras que el clasicismo incipiente de Don Carlos se mimetiza definitivamente con los rasgos europeizados implementados durante la presidencia de su hijo. Las obras más emblemáticas son: el Oratorio de la Virgen de la Asunción (obra del italiano Alessandro Ravizza y terminado en 1936), el Palacio de los López, el demolido Club Nacional, la Casona de Madame Lynch, etc.
El Periodo Liberal (1870-1936) tuvo el compromiso de levantar demográfica y ediliciamente el país tras la hecatombe bélica. Entre los inmigrantes europeos estaban maestros de la arquitectura, quienes imprimirían su sello al paisaje urbano de la nación, especialmente italianos, lo cual explica porqué el academicismo eclecticista tiene marcado carácter italiano y no francés como sucedió en otros países de la región. Esta corriente uniformizó el paisaje de centros urbanos como Concepción, Villarrica y también Asunción, cuya conjunción se extendería hasta el oeste de Fernando de la Mora, en torno a los ejes de las rutas más transitadas como la Avenida España y la Avenida Mariscal López. Entre 1900 y 1940 surge una reacción antiacademicista con Enrique Clari, el máximo representante del modernismo catalán quien también destacó por su interesante manejo en el Art Nouveau. En menor medida se desarrolló otras corrientes de presencia internacional, como el Art-Decó cuya obra más representativa es el Edificio Marcopolo.
Desde los años 1940 comienzan a producirse obras en la línea de la arquitectura moderna, mientras que desde la década de 1980 irrumpiría nuevas transformaciones con la llegada de los primeros profesionales arquitectos paraguayos diplomados en el exterior. Esta arquitectura de neta influencia moderna posee características propias, como la ausencia del contenido social de la propuesta europea y una gran sensibilidad contextual, es decir, la integración de la obra con el entorno construido y con el entorno natural, característica de muchas ciudades con la vegetación siempre presente. En las décadas de 1950 y 1960 se recibe un soplo renovador con el Movimiento Moderno, corriente que en Brasil adquirió su vitalidad, prestigio y carácter propio. Las construcciones que marcaron el auge de la corriente vanguardista fueron el Colegio Experimental Paraguay-Brasil, el Hotel Guaraní, y algunas de las más bellas residencias en Asunción, como la Embajada de Taiwán y la sede de la Facultad de Arquitectura de la UNA.

### Museos

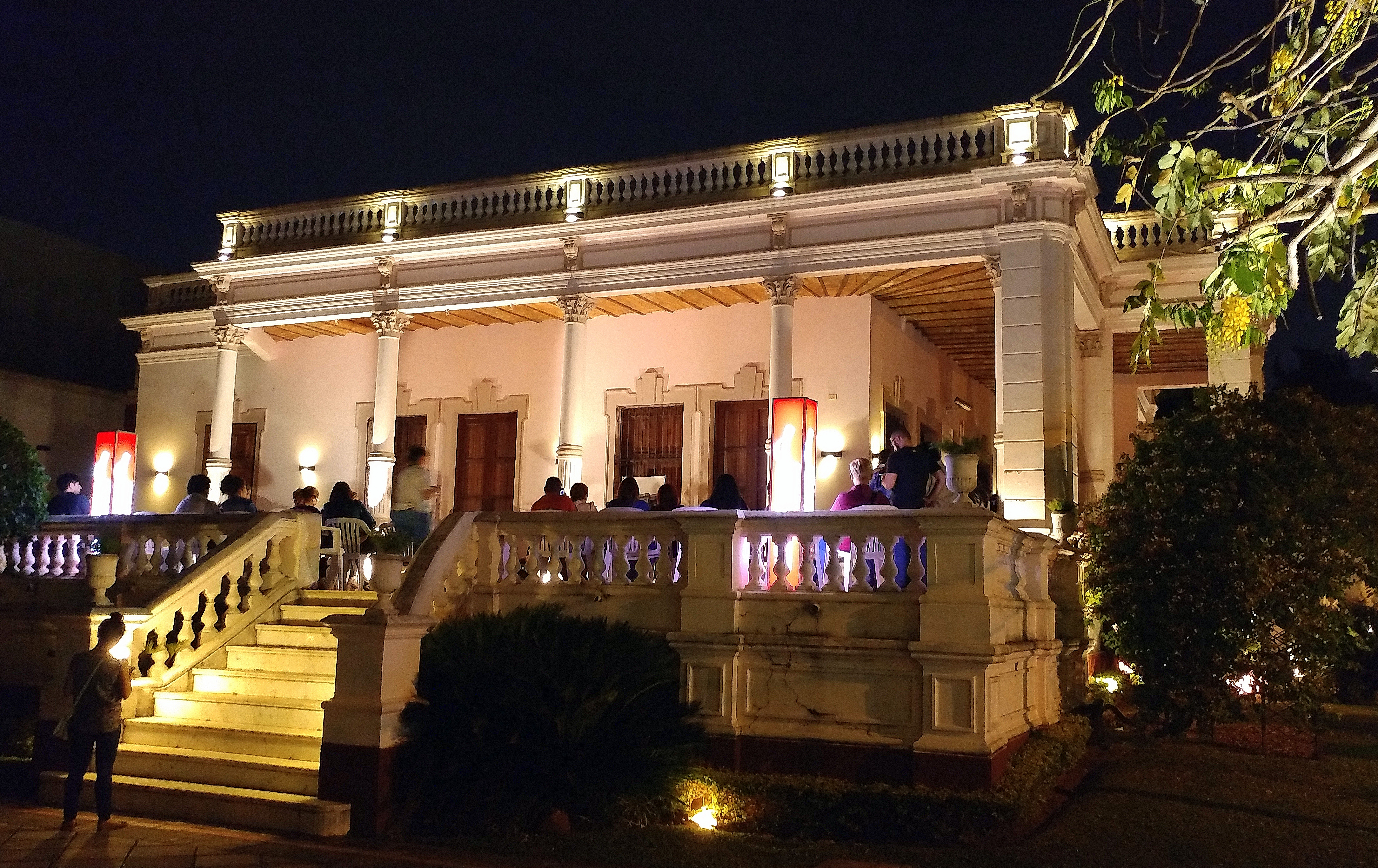
Museo de Arte Sacro.

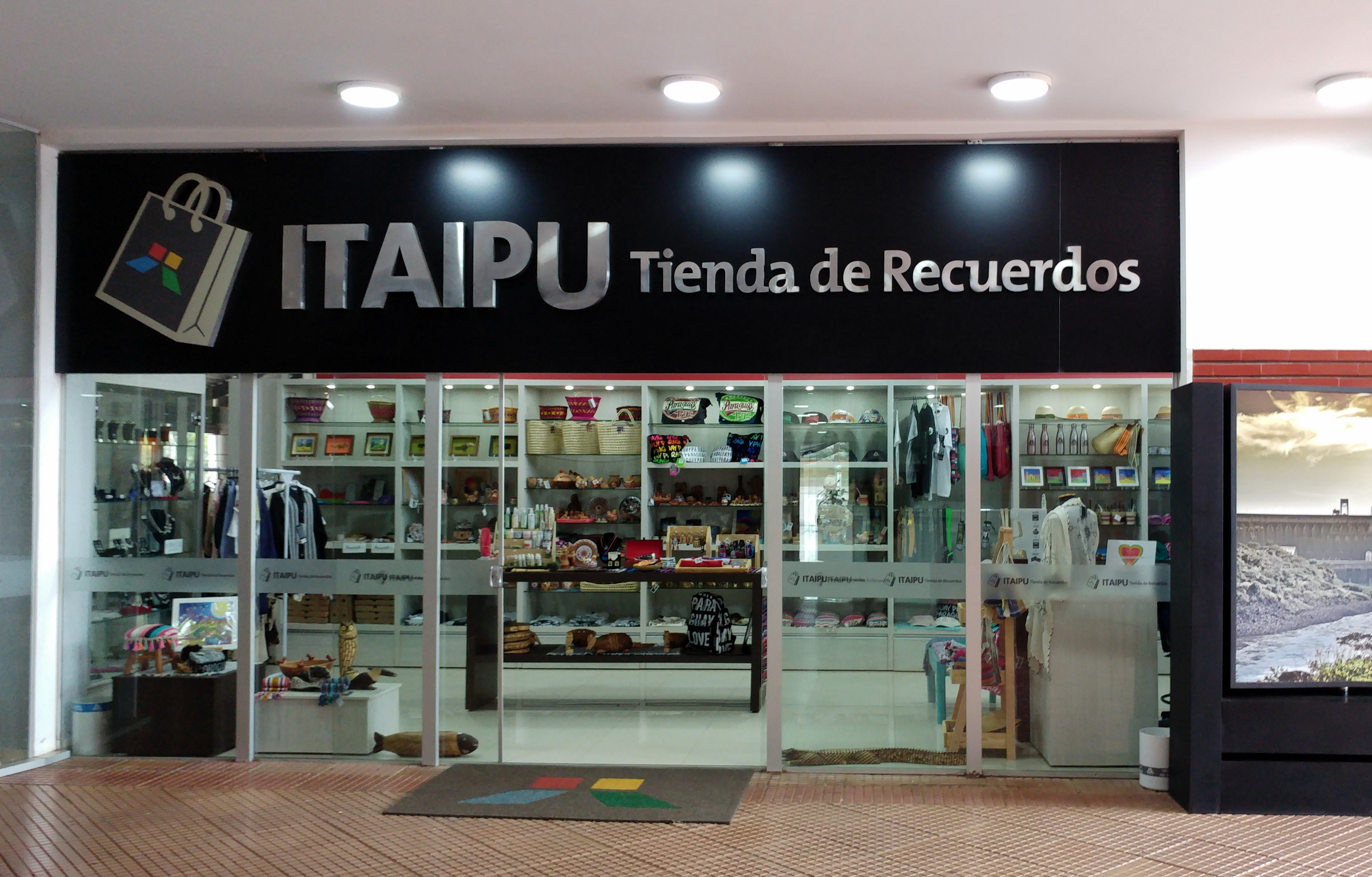
Una tienda de recuerdos del Museo de la Tierra Guaraní.

- Museo Nacional de Bellas Artes: Es uno de los más icónicos de Asunción y también del país. Fue inaugurado el 28 de marzo de 1909 por el coleccionista Juan Silvano, político y pintor inclinado hacia la pintura decimonónica tardía, cuya colección se vio enriquecida por obras de artistas contemporáneos rioplatenses. En el recinto se exhiben piezas artísticas en conjuntos de salas, tanto de artistas nacionales como de extranjeros residentes en el Paraguay.

- Museo de la Tierra Guaraní: Ubicado en Hernandarias, forma parte del circuito turístico, ambiental y científico de Itaipú. En juegos de textos y audiovisuales arman el rompecabezas de la historia, la cultura guaraní y los 10 000 años de ocupación en la margen paraguaya de Itaipú. Este museo es el más tecnológico y moderno del país, y funciona como una enciclopedia que cuenta la historia de la nación desde sus primeros pobladores hasta la sociedad actual; para ello, en tres microcines se proyectan una saga de documentales educativos, tales como el origen de los guaraníes y su expansión, la conquista y colonización del territorio del actual Paraguay por los españoles así como la evangelización de los jesuitas, y el periodo de la Independencia del Paraguay y los diversos gobiernos que se sucedieron en 200 años.

- Museo de Arte Sacro: Emplazado en la edificación de estilo ecléctico Villa Lina, este museo resguarda una colección de piezas esculturales del arte sacro del barroco hispano-guaraní. Se inauguró el 24 de marzo de 2010 y se ubica cerca de la escalinata Antequera, uno de los referentes urbanos de Asunción. Un centenar de obras conjuntados en 700 piezas pertenecen a la colección de la Fundación Nicolás Darío Latourrette Bo.

- Instituto de Historia y Museo Militar: Fue fundado el 16 de octubre de 1939. Esta entidad, dependiente del Ministerio de Guerra y Marina del Paraguay, se encarga de promover, valorizar e incentivar la investigación de la historia militar paraguaya a través de la exhibición de objetos y documentos testimoniales de tiempos de guerra y paz de la milicia paraguaya. En lo que a patrimonio histórico respecta, alberga numerosas muestras de armamentos, banderas, uniformes, objetos bélicos y documentos de las dos guerras internacionales que el Paraguay protagonizó: La Guerra de la Triple Alianza y la Guerra del Chaco.

- Museo Naval Vapor Cué: El museo naval forma parte del parque nacional cuya área abarca más de 50 hectáreas y se ubica a 98 km de Asunción, en cercanías de la ciudad de Caraguatay. En el lugar se resguardan los buques de guerra de la armada paraguaya que quedaron varadas ahí desde 1869, durante la Guerra de la Triple Alianza. En 1978 comenzó la tarea de recuperación y rescate de estos barcos.

- Museo del mueble paraguayo: Se inauguró el 9 de mayo de 2010 en la ciudad de Areguá. La muestra reúne una colección de muebles elaborados en el país entre los siglos XVII y XIX, como armarios, tinajas, escaños, reclinatorios, arcones (en guaraní karameguâ), mesas, sillas, sillones, puertas, ventanas y nichos de origen jesuítico, franciscano y popular. Algunos de estos muebles pretenden trazar la línea de vinculación de los mobiliarios coloniales hasta 1820 con muebles que estuvieron presente hasta ese entonces y formaron parte de la gesta independentista.

- Centro de Artes Visuales Museo del Barro: Se ubica en las afueras de la capital y es conocida también como museo de la arcilla, debido a que piezas de arcilla y barro hechas por indígenas se almacenan en este lugar. La galería contiene piezas de cerámica precolombina, trabajos en madera, encajes y materiales de arte contemporáneos. Su acceso libre permite poner a disposición las diversas expresiones visuales paraguayas e iberoamericanas.

### Reducciones franciscanas y jesuíticas
Paraguay fue en su máxima extensión la antigua Gobernación del Paraguay, con su capital política Asunción. En 1604, a petición del jesuita italiano Claudio Acquaviva se crea la Provincia Paraguaria, una administración jesuítica perteneciente al Virreinato del Perú y cuya capital clerical fue la ciudad de Córdoba. El primer contacto entre religiosos y guaraníes se dio en el siglo XVI con la llegada de los franciscanos. Posteriormente, durante los siglos XVII y XVIII, en esta provincia se construyeron 30 reducciones que en la actualidad se encuentran repartidos en tres países: 8 en Paraguay, 15 en Argentina y 7 en Brasil. En 1609 se creó la primera reducción de San Ignacio Guazú, y desde entonces, fueron creándose los demás pueblos, subdivididos en 23 Misiones Occidentales (en el sur de Paraguay y en las actuales provincias de Misiones y Corrientes) y las 7 Misiones Orientales en el suroeste de Brasil. Los jesuitas fueron expulsados en 1768, por lo que los pueblos entraron en decadencia y sus pobladores se vieron en la necesidad de migrar hacia otras zonas de Paraguay, Misiones y Corrientes. En estos lugares aún quedan vestigios de su estructura arquitectónica y urbana.
A partir del sincretismo español-guaraní, primeramente en las misiones franciscanas y luego en las misiones jesuíticas guaraníes, se sentaron las bases del alfabeto y literatura guaraní, la gastronomía paraguaya, la música paraguaya y otras artes. En términos de creación literaria, composición musical, gastronomía regional y toda la amalgama de expresiones artísticas paraguayas, las artes aprendidas en las misiones continuaron evolucionando junto con los aportes provenientes de otros inmigrantes de finales del siglo XIX y todo el siglo XX. Entre las reminiscencias culturales transmitidas por franciscanos y jesuitas, tanto tangibles como intangibles, se encuentran el arpa paraguaya, la polka paraguaya, el chamamé, la música misional, el consumo de la yerba mate, los alimentos a base de almidón y maíz como la chipa y sopa paraguaya, el idioma guaraní que alcanzó tener su alfabeto propio y que gracias a ello es uno de los idiomas oficiales del Paraguay.
Dos de las ocho reducciones paraguayas fueron declaradas Patrimonio de la Humanidad por la Unesco. Ambas se encuentran en el departamento de Itapúa, en las ciudades de Jesús y Trinidad, a unos 50 km de la capital departamental Encarnación. La Misión de Jesús de Tavarangüé complementa el circuito turístico con la proyección de un video mapping en 3D. La intención es que los visitantes de la Misión de Jesús puedan conectarse de manera directa con la historia de la creación y desarrollo de los 30 pueblos fundados por la Compañía de Jesús. En la proyección se recrea las actividades, la labor evangelizadora de los padres jesuitas y la historia en las treinta misiones.

## Bellas Artes

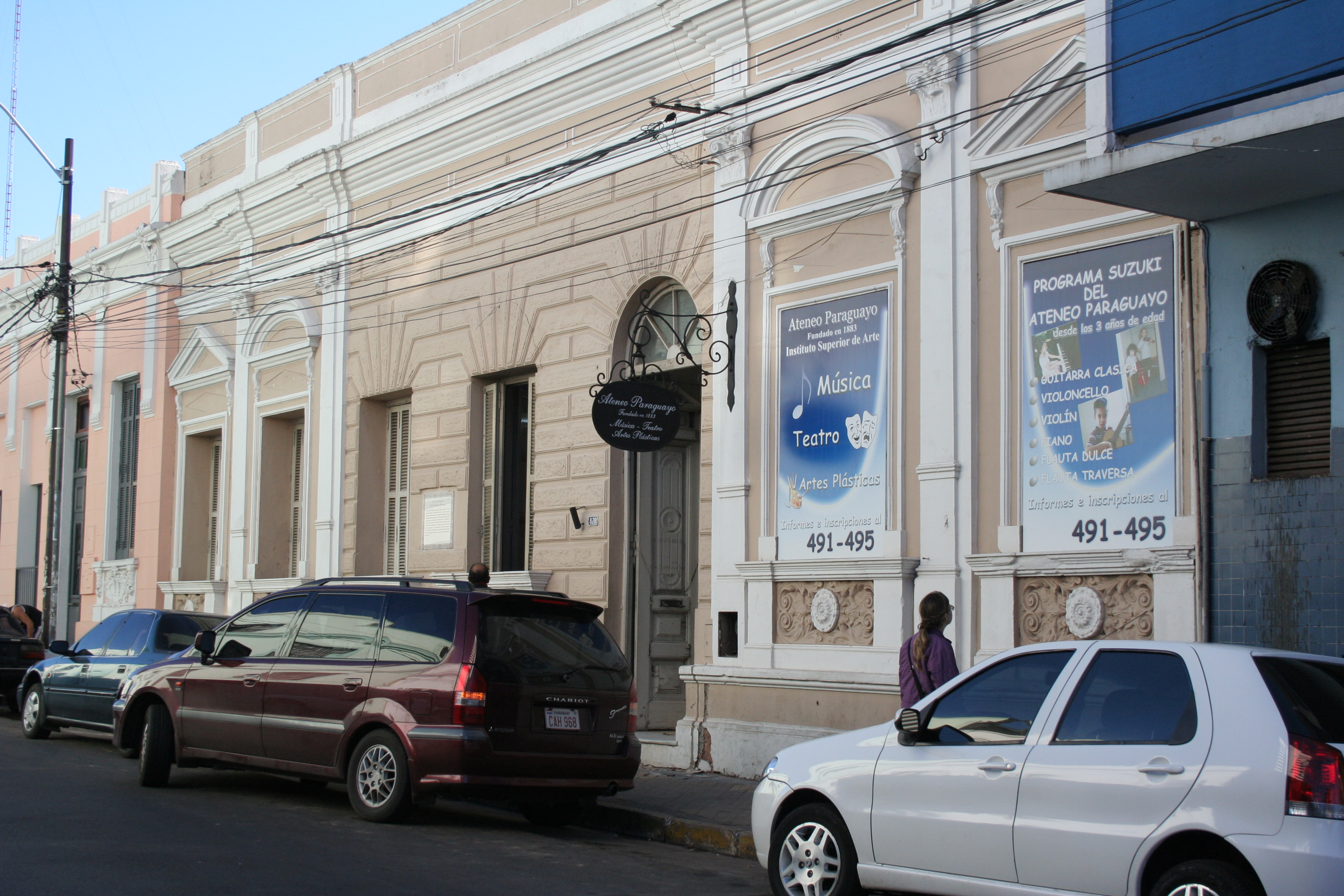
El Ateneo Paraguayo.

Según el crítico de arte Ticio Escobar, las expresiones artísticas que se da en Paraguay comparte relaciones entre lo culto y lo popular en la problemática latinoamericana, es decir, que las formas de arte erudito con filiación vanguardista comparten escenarios paralelos con las del popular tradicional. Estos, parecen constituir los sitios más propicios donde se pueda resistir el esteticismo concertado de la cultura hegemónica global. El arte popular, que incluye el arte indígena en Paraguay, es un universo vasto que se desarrolla simultáneamente con otras formas de arte en el país. El Ateneo Paraguayo es el espacio fundacional para el desarrollo de las manifestaciones artísticas; fundado en 1883, lo convierte en la escuela de artes más antigua y prestigiosa del país. En este instituto se formaron algunos de los más altos exponentes del ambiente artístico paraguayo: el teatro (Aníbal Romero, Carlos Gómez, María Elena Sachero); las artes plásticas (Delgado Rodas, Jaime Bestard, Edith Jiménez, Olga Blinder); y la música (Remberto Giménez, José Asunción Flores, Herminio Giménez, Juan Carlos Moreno González).
Las características particulares de una manifestación artística se definen por el contexto local en que se desarrollan, pero se relacionan indefectiblemente con el desarrollo y la característica que cada arte va teniendo en el complejo global. A pesar de las influencias ideológicas o estéticas, el desarrollo de las artes ligadas a la Ilustración en el Paraguay tuvo tiempos que no se caracterizaron por la simultaneidad con otros países, tampoco con los países vecinos. Un ejemplo de ello fue el exponente del teatro paraguayo Arturo Alsina, quien puso en auge la corriente realista durante los años 1930 en Paraguay, a pesar de estar influenciado por el dramaturgo noruego Henrik Ibsen cuya corriente ya se consolidaba en el siglo XIX. Es ahí cuando se ve, que no había simultaneidad en el tiempo si hablamos del desarrollo de las artes en el contexto global. No obstante, durante la instalación de las corrientes teatrales de influencia extranjera, a su vez, en Paraguay se desarrolla una corriente popular creada por Julio Correa, quien dio un giro innovador con sus obras escritas en guaraní.

### Artes visuales

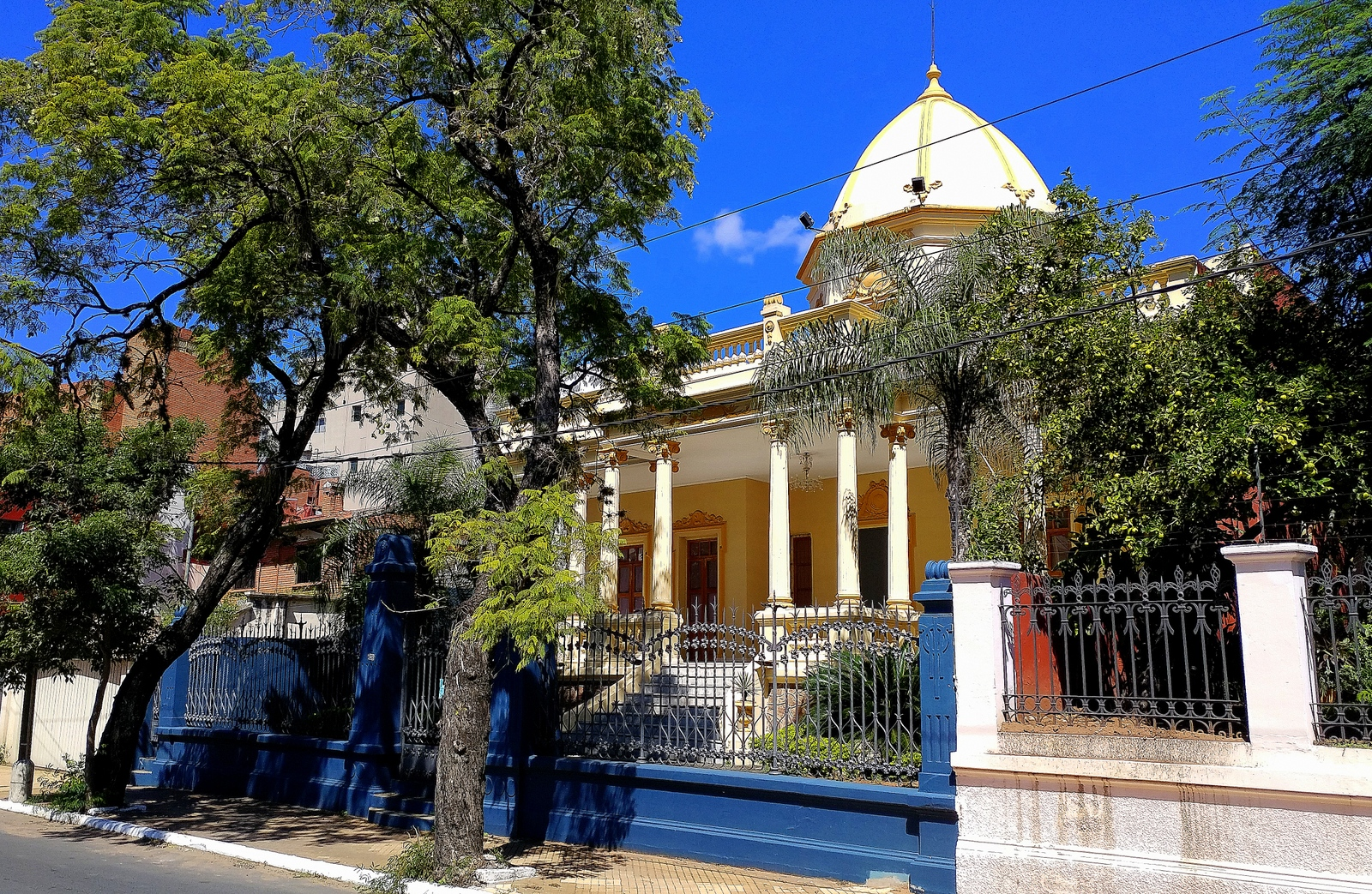
Museo de Bellas Artes en Asunción.

Según la escritora Lía Colombino, el arte podría considerarse como "crispación de un momento histórico", lo cual lleva a pensar la consideración del entorno, momento histórico y las condiciones de producción que tuvieron lugar en el Paraguay. Varios autores paraguayos coinciden en que la fuerza renovadora no se produce de forma paralela en todos los países latinoamericanos, debido a las condiciones propias de cada uno, y que la retrasada llegada de las artes visuales permitió que los artistas paraguayos mostraran una nueva estética en el escenario global ya consolidado. Esto se nota cuando a inicios del siglo XX países como Argentina, Brasil y Uruguay ya mostraban indicios de un arte abierto a la tendencia internacional, eso que se hacía llamar arte moderno, algo que en Paraguay se daría a partir de la década de 1950 con los cambios significativos adquiridos respecto al universo de las artes visuales.
El arte popular tuvo -y tiene- un desarrollo independiente al arte académico, mientras que otra gran parte de las artes visuales en Paraguay durante la primera mitad del siglo XX estuvo muy ceñida al academicismo, o sea, aquellas expresiones pictóricas tendientes "a lo bello, a lo que está bien" según las coordenadas dictadas por el arte europeo. En este sentido, algunos críticos concluyen que las influencias llegaban de manera tardía, pero que de manera tímida ya se daban prácticas orientadas hacia la liberación del academicismo plástico. Una de las teóricas de la modernidad, Josefina Plá, explicó que la pintura de Paraguay presentaba el mismo desafío de todas las pinturas americanas, al tratar de integrar el ritmo telúrico con las premisas modernas. Al respecto, Escobar remarca que el arte paraguayo tiene una fuerte tendencia al expresionismo, que se nota en el arte colonial o en el periódico de trinchera «Cabichuí» (una tira de humor gráfico lanzado durante la Guerra de la Triple Alianza). A su vez, el arte visual paraguayo es difícilmente reducible a categorías puesto que cubre una gama muy amplia de las formas esquemáticas o hieráticas del arte indígena guaraní, hasta las formas de expresionismo romántico; o la de grupos como los ayoreos que tienen un arte más turbulento y barroco.

#### Pintura
En la primera mitad del siglo XX, en el caso de plástica nacional existieron prácticas aisladas que poco a poco construían un arte de renovación desde los años 40. Esto se nota particularmente en las obras de Jaime Bestard, Julián de la Herrería, Wolf Bandurek y Ofelia Echagüe Vera, quienes se consideran a menudo como pioneros en la renovación del arte en Paraguay. La modernidad atravesó un proceso con características propias en dos etapas: la primera sucede en el periodo 1940-1954 y se relaciona a preocupaciones sobre identidad y renovación formal, con artistas de visiones particulares; la segunda tiene lugar desde los años 1960 hasta principios de los años 70 con la actualización del repertorio lingüístico que se desarrolla a partir del Grupo Arte Nuevo, cuya búsqueda se basaba en nuevos planteamientos temáticos.
Pintores como Pablo Alborno, Modesto Delgado, Bestard y Roberto Holden continuaban con la pintura academicista hasta la década del 50, quienes además manifestaban su inclinación al nativismo y la reconstrucción histórica. Sin embargo, con la llegada de João Rossi implosionaría nuevas formas de ver el arte, gracias a las clases de teoría que acostumbraba dictar en la Asociación Cristiana de Jóvenes, en Asunción. Entre los pintores y dibujantes más destacados, se encuentran Ignacio Núñez Soler, quien inscribiría su obra en un lugar que no existía en el arte paraguayo, con la presentación de la serie "Mis personajes"; Joel Filártiga, quien a finales de los 50 despliega un fuerte expresionismo en sus obras; y Livio Abramo, de trascendente aporte al culto paraguayo gracias a sus grabados.

#### Fotografía

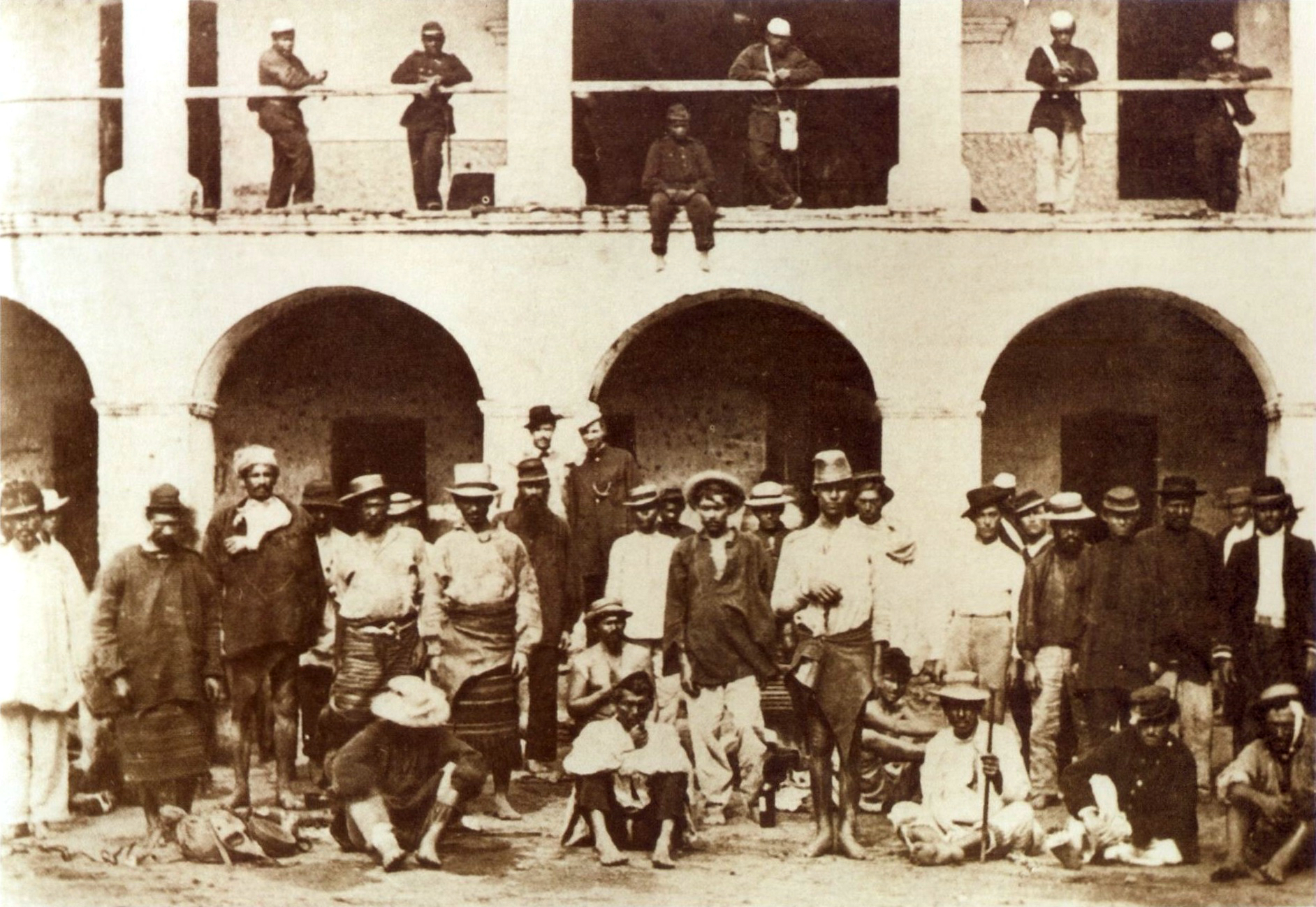
Prisioneros paraguayos en la Guerra de la Triple Alianza, circa 1870.

La fotografía como arte pragmático se desarrollaría desde la década de los 40s, época en que recién la fotografía formaría parte del campo de las artes visuales en igualdad de condiciones a las demás artes. En el Paraguay del siglo XIX existen registros fotográficos de extranjeros embriagados con los paisajes y parajes de la nación guaraní. Personalidades intelectuales como Rosa Palazón, Jesús Ruiz Nestosa y Javier Rodríguez Alcalá pesquisaron estos registros siguiendo las huellas del uso social de la fotoimagen en Paraguay desde 1850 al cual nombran como crónicas visuales: señalaron que esas primeras fotografías registraron el espacio urbano asunceno y las personalidades de la época que, junto a otras traídas del exterior conformaron el primer conjunto local de representaciones en ese lenguaje.
En la escena pictórica paraguaya, las fotografías partieron de una dimensión narrativa, es decir, fotos que cuentan la vida de un lugar o que narran una época. Esto se documenta en la Guerra del Chaco y en la Guerra de la Triple Alianza; de la primera existen colecciones y álbumes de los fotógrafos Adolfo María Friedrich y Carlos de Sanctis, mientras que de la segunda se rescatan las documentaciones hechas por la empresa norteamericana Bate & Cia (representada en aquel entonces por Montevideo) a través de fotógrafos enviados junto a las tropas aliadas.
A comienzos del siglo XX la fotografía se constituyó como uno de los principales medios de representación de diversos aspectos de la sociedad y el entorno paraguayo, especialmente con la aparición del periodismo gráfico. A mediados de este mismo siglo se adentra en otra dimensión de la fotografía: la conceptual, aquella que ya no intenta perseguir, retratar, ni representar la realidad, sino presentarlos como construcciones imaginarias o como una matiz de la realidad. En este entorno destacan coleccionistas como Javier Yubi o el fotógrafo Guido Boggiani quienes constituyen los principales referentes del lenguaje fotográfico producidos a principios del siglo XX en Paraguay.

#### Cómic
La primera historieta de aventuras publicada en Paraguay fue "Ivo, el piloto audaz", en la década del 60. De ahí, han surgido otros estilos en el mercado del cómic paraguayo, como la revista Mugen, una editorial que se dedica a la producción y venta de historias en formato manga (cómic japonés) del que también florecen proyectos alternos para la llegada a un público, y por extensión, a un mercado mayor. Existen adaptaciones de cómics internacionales como Mafalda, personaje de Quino que se publicó en varios idiomas y también en guaraní. La sátira y las críticas sociales se encuentran marcadas en los cómics mediáticos, con autores como Caló, Mario Casartelli y otros caricaturistas.

#### Arte urbano
El arte urbano es una modalidad emergente entre la población joven de Paraguay. La mayoría de las obras, pinturas, jeroglíficos, graffitis y otras expresiones visuales se reflejan en murales, paredones, pisos, escalinatas, anfiteatros y paseos. Un símbolo urbano de Ciudad del Este por ejemplo es el anfiteatro del lago, cuya paleta de colores inspirado en el astro rey representa el nuevo amanecer, ya que junto con Salto, es la ciudad más oriental de todo el país. En algunas ocasiones el arte relacionado con la festividad religiosa saca a flote la creatividad de los artistas.

### Artes escénicas
Las artes escénicas del Paraguay estuvieron fuertemente marcadas por el realismo durante las primeras décadas del siglo XX, aquella que procura reflejar la realidad tal como la percibe nuestra conciencia inmediata, y en especial, aquello que predominaba en el horizonte teatral paraguayo, como el costumbrismo folklorista, el zarzuelero español, el sainete o el dramón rioplatense. Otra característica del arte escénico es que, desde fines de 1800 hasta 1915, no hubo producción de dramaturgia propia. Como los formatos se limitaban a la mera reproducción sobre tablas (entiéndase, actuar en el escenario) muchos libretos eran traídos por las compañías visitantes que, con frecuencia, desembarcaban en el baldío donde no había compañías ni dramaturgias propias. Algunos referentes de la escenografía paraguaya son Luis D'Oliveira, Carlitos Vera, Graciela Pastor, Ernesto Báez, José Rivarola Matto, Moncho Azuaga, Perlita Fernández, Tito Chamorro, y otros más.

#### Teatro
El teatro en español llega primero que el teatro en guaraní, con Josefina Plá al mando quien ayudaría a popularizar el teatro paraguayo más allá de sus fronteras, sin embargo, no tardaría en revelarse un trasfondo respecto al génesis de esto: los actores y actrices paraguayos se desempeñan mejor en guaraní que en castellano, aunque no utilicen el guaraní en su vida diaria, un hecho fundamental que remarca la condición bilingüe en el desarrollo de la literatura y el teatro. La introducción de un Concurso Nacional de Teatro promovió el creciente interés por generar personajes y tramas propios; fue así, que en 1915 iniciaría realmente la literatura teatral contemporánea, con obras como Flor del valle, Venganza del coronel, El intruso, El huracán, La cena de los románticos, que eran generalmente de comedia o drama. En la década de 1920 aparecen obras alineadas en temáticas como ideales sociales, derechos de las minorías, preocupaciones psicológicas o inquisiciones metafísicas. En esta parte de la historia, apareció Julio Correa, autor que estableció una nueva era en el teatro paraguayo gracias a sus guiones para el pueblo y acerca del pueblo, utilizando el guaraní o jopara que es el idioma de la gente. Con el guaraní, Correa no buscó imitar el estilo literario europeo, sino establecer una identidad propia. Correa entrenó a varios actores como Ernesto Báez, Mirna Veneroso, Carlos Gómez, Georgina de Correa, Aníbal Romero y Máxima Lugo (conocida más tarde como “la reina de las veladas").
En los años 1930, Josefina Plá y Roque Centurión Miranda fundaron la Escuela Municipal de Arte Escénico, la primera escuela de teatro del país que introdujo el método de Constantin Stanislavski. En 1932, el comienzo de la Guerra del Chaco marcaría un punto de inflexión en el contacto directo con la realidad ambiental, un suceso que inspiraría no solo al teatro, sino también a la música y a la poesía en la cultura paraguaya. En la quinta década del vigésimo siglo ocurren dos hechos en la historia del arte escénico paraguayo: la creación de la Compañía de Comedias del Ateneo Paraguayo en 1941 y; el primer retroceso en creación artística a causa de la Revolución del 47, en la que artistas de varios elencos se vieron avasallados por la policía y huyeron en el exilio a países como Argentina. Durante la dictadura de Stroessner, entrando ya en los 50, algunos grupos se establecen y en 1956 estrenan un género teatral musical conocido como zarzuela paraguaya, con libretos inspirados en folclores y costumbres populares. No muy lejos de estos años, surge el radioteatro al frente de pioneros como Roque Sánchez, Mercedes Jané, Mario Prono, Eduardo Rey y Alberto Lares. En resumen, el teatro paraguayo desarrolló numerosas vertientes y a raíz de ello, emergieron numerosos proyectos que siguen vigentes en este sector de la vasta cultura escenográfica nacional.

#### Danza

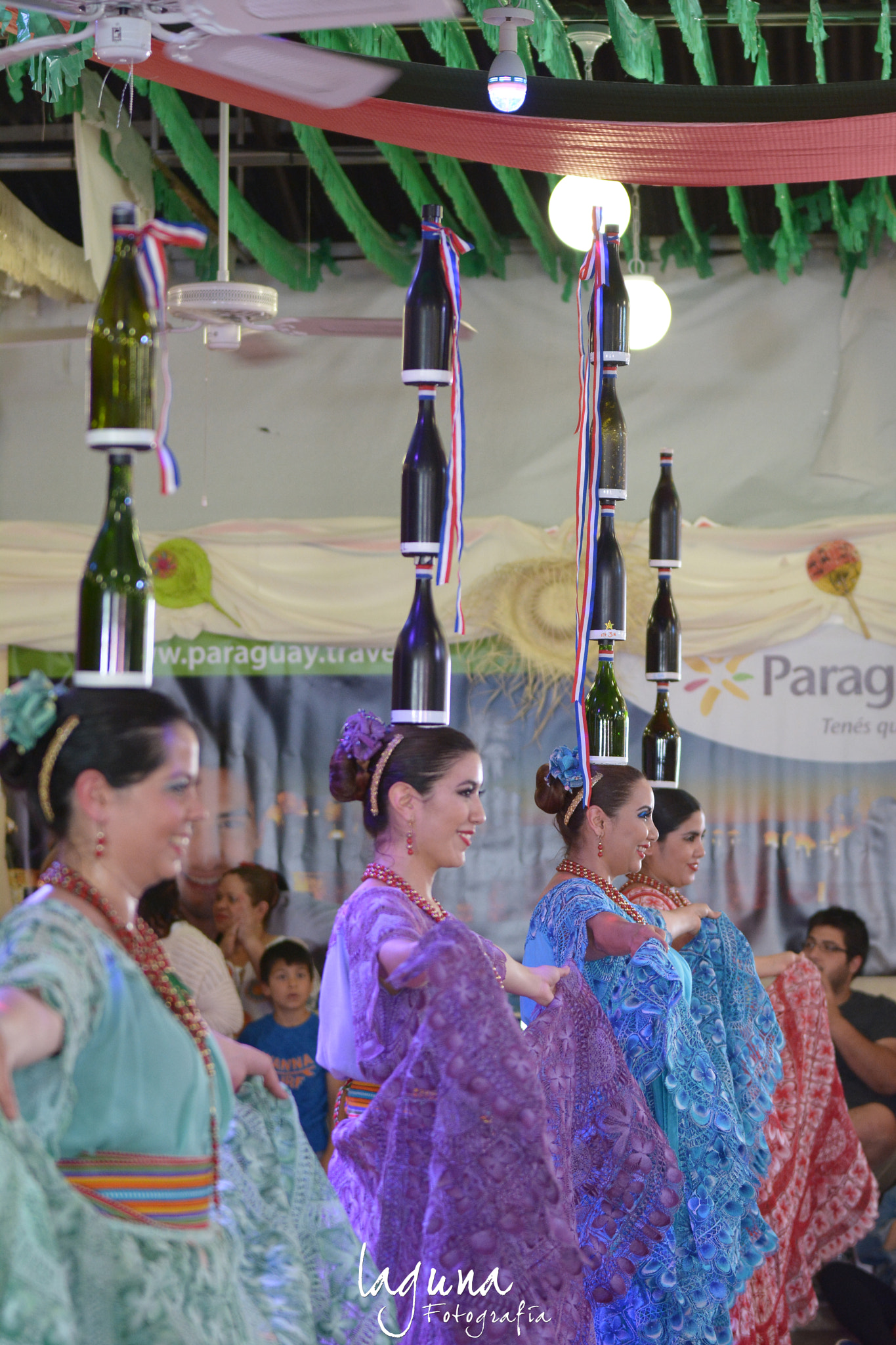
La danza de la botella, típica del folclore paraguayo.

Al igual que con la danza en Latinoamérica, la danza en Paraguay no fue danza de salón en un principio, sino danza de la tierra y a cielo abierto, particularidad que se le atribuye a los guaraníes que acostumbran rezar o cantar en sus danzas rituales. Los jesuitas y franciscanos influyeron notablemente en la cultura paraguaya, enseñaron músicas y danzas las cuales integraron al rito litúrgico. En siglos posteriores, en la época de los López se aprendieron modalidades europeas mayormente introducidas por Madame Lynch, las cuales el pueblo asimiló y llevó a un plano más popular, otorgándoles cadencia y un estilo expresivo propio. Los estilos predominantes fueron: el círculo, doble círculo, filas paralelas o calles y la formación de cuadrilla.
La danza paraguaya está influida en mayor medida por la cultura española y la francesa, con matices propios de la danza nativa. En la posguerra de 1870 la danza decayó, y con el surgimiento de nuevos ritmos musicales como la guarania y el rasguido doble, se arraiga con fuerza la enseñanza de la danza clásica, estimulada por inmigrantes provenientes de Italia y Rusia. Estos estilos bailables adquiridos no son copia fiel de las tradiciones europeas, sino que los criollos paraguayos fueron quienes dieron vida e identidad nueva hasta convertirlas en arte nacional. Los bailes tradicionales de Paraguay son el pericón, la golondriana, londón karape, galopera, el baile de la botella.
En 1936 Doris Doreé introduce la escuela moderna en el Ateneo Paraguayo y 4 años después, deja el país. En los tiempos de la Segunda Guerra Mundial llega Erika Milee y presenta piezas memorables de la danza moderna característica del expresionismo alemán, poco después inaugura su propia academia de danza y con ello, busca una danza propia que integre aspectos de la danza originaria, lo cual lograría con presentaciones en colaboración conjunta con la parcialidad maká. Entre los renovadores de la danza paraguaya se encuentran Graciela Meza, Marisol Pecci, Carmiña Martínez, Mary Carmen Niela y Wal Mayans.

#### Cine y audiovisual
La primera exhibición cinematográfica del Paraguay tuvo lugar el 2 de junio de 1900, titulado "Vistas de actualidad", justo cinco años después de la primera proyección pública del cine en el mundo, realizada en París. Se exhibieron diez películas, primeramente en el Teatro Nacional, que luego cambiaría de nombre al de Ignacio A. Pane. Tenían alrededor de cinco minutos de duración cada una, mudas, y en blanco y negro: Juego de niños, Artistas de circo, Jardín de plantas en París, Una doma en México y Maniobra de la armada española, entre otras, fueron los primeros cortos presentados. A partir de ahí, con el auge del cine se realizaron varias películas durante y después de la Guerra del Chaco, entre ellas "Sopa paraguaya, recetario híbrido para una videografía".
Grupos y talleres contribuyeron al desarrollo del audiovisual, como el Taller de Cira Moscarda (1962-1982) donde destacaron personalidades como Juan M. Prieto, Bernardo Krasniansky, Ricardo Migliorisi y Jorge Nasta cuya temática se inclinaba a la cultura pop y la psicodelia; el Cine Arte Experimental (1964), con una mirada cercana al cine documental de la mano de Carlos Saguier, Jesús Ruiz Nestosa, Tomás Palau y Antonio Pecci. A pesar de ser desconocido, especialmente por la poca tradición cinematográfica en el siglo XX, sumado a las limitaciones del pequeño mercado, el surgimiento de talentos ocurre desde los años 80 con la llegada de la tecnología digital y la realización de largometrajes de ficción.
Las primeras filmaciones en Paraguay datan de 1905 con Ernesto Gunche y Eduardo Martínez de la Pera, quienes realizan las primeras vistas de Asunción y de los Saltos del Guairá. La primera película con el que los paraguayos se identificarían es el largometraje "Alma paraguaya" (1925) de Hipólito Carron y Guillermo Quell, mientras que en 1926 se registra por primera vez los vestigios de un desastre natural, el Ciclón de Encarnación, que a su vez documenta la asistencia social a los damnificados.  El primer largometraje de producción íntegramente paraguaya fue Cerro Corá (1978).

### Artes musicales

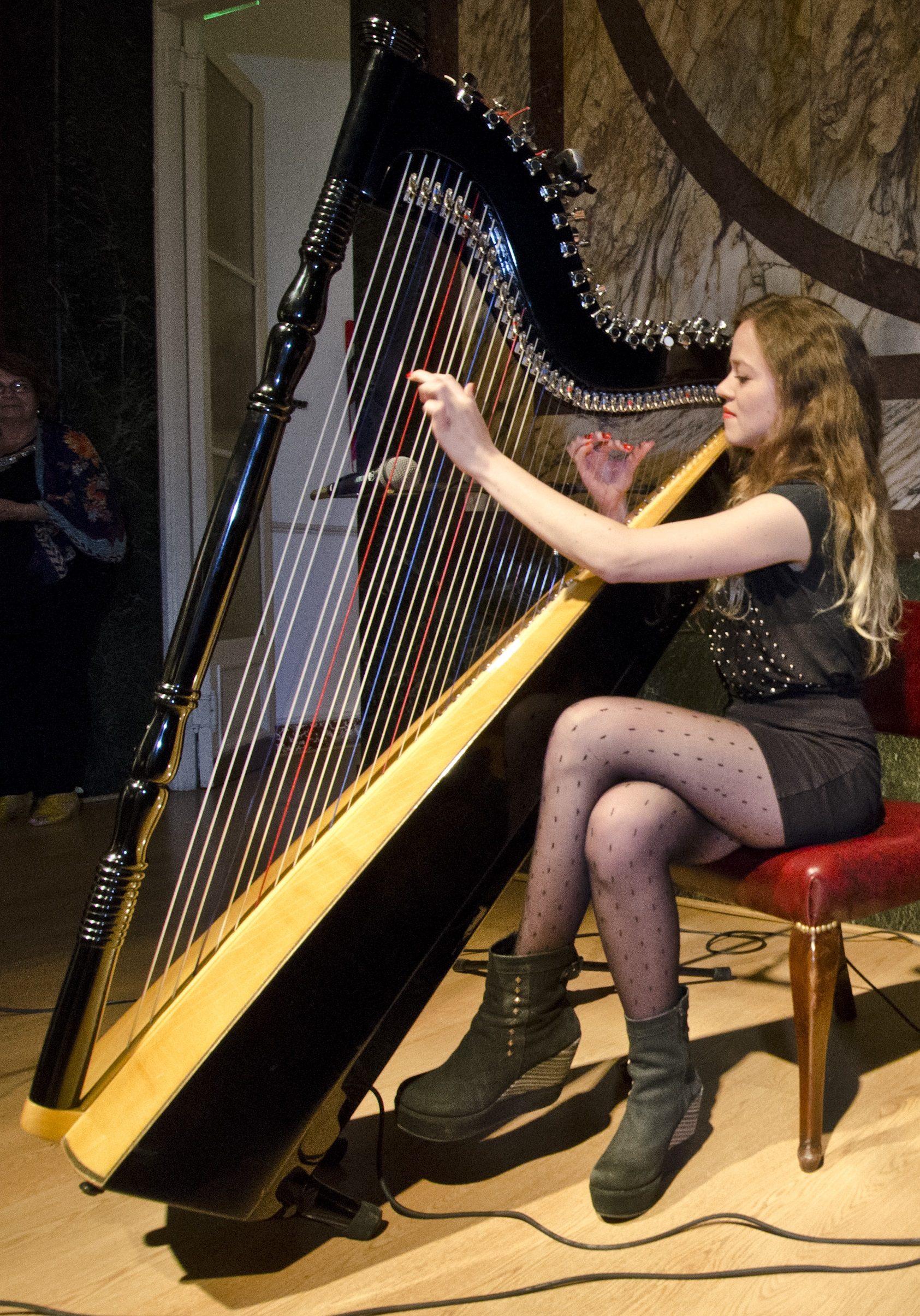
Arpa paraguaya.

En Paraguay, al menos en la música popular y en los estilos pioneros, la oralidad es la principal manera de transmitir la cultura. Los registros acústicos y la vertiente religiosa están estrechamente ligados al oficio del shaman-músico entre los nativos. Algunas de las familias amerindias del país todavía mantiene este estilo musical primitivo, lo cual no significa antigüedad o detenimiento en el tiempo, sino al contrario, es una costumbre viva transmitida de generación en generación complementado con un legado material invalorable en lo que a instrumentos y materiales sonoros respecta, sean rítmicos, sean melódicos. Muchos de estos instrumentos autóctonos fueron reemplazados por la instrumentación europea, trayendo consigo nuevas formas de concepción, ejecución y transmisión; un proceso evolutivo que tomaría rumbo en la identidad musical paraguaya.

#### Música popular
La música popular o disciplinar surge en la década de 1930 con los principales referentes del folklore paraguayo: José Asunción Flores, Mauricio Cardozo Ocampo y Félix Pérez Cardozo. En este lapso de tiempo se desarrolló la tradición de la guitarra clásica, que vio nacer a la figura más trascendente, el compositor Agustín Pío Barrios Mangoré (el paganini de la guitarra de la selva paraguaya). Durante el siglo XX hubo un tímido desarrollo del jazz, género que en los años 80 ayudaría a sentar las bases de otro género emergente en aquel momento: el rock paraguayo.
José Asunción Flores creó la guarania y desde su aparición, constituyó una creación propia y hasta un fenómeno significativo en el universo musical del siglo XX. Esta combinación de ritmos lentos con melodías pudo traducir el carácter del paraguayo más allá de lo que ya se expresaba con la polka y sus estilos derivados. Durante la Guerra del Chaco se hizo conocida un tipo de polca, que es conocido como polca canción o purahéi, de ritmo lento y acompasado el cual alcanza mayores niveles de epicidad, con composiciones como "Nanawa" o "Fortín Toledo".
Otro de los compositores más prolíficos en este campo fue Emiliano R. Fernández, con una poética en la que se entrelazan el castellano y el guaraní, con piezas entre las que se pueden nombrar "Regimiento 13 Tujuti", "Che La Reina", "Puerto Casado", "Mboriahu Memby" y otras. El arpa paraguaya es uno de los instrumentos que identifican a la música popular paraguaya, y su difusión universal estuvo a cargo del músico Félix Pérez Cardozo. En la actualidad, Berta Rojas es quien realiza esta labor en pro de la difusión del arte musical nacional, interpretando incluso las piezas de Nitsuga Mangoré en algunas presentaciones.

#### Música académica
La música académica es la forma de denominar a la música clásica y a la música culta, cuya enseñanza estuvo determinada por maestros extranjeros, especialmente italianos. Numerosos instrumentistas, directores de orquesta y maestros incursionaron en esta área: Juan Max Boettner, Kurt Lewinson, Remberto Giménez, Carlos Lara Bareiro, Oscar Safuán, Luis Alberto del Paraná, Juan Carlos Moreno, Efrén Echeverría, César Cataldo, Alberto de Luque, Juan Cancio Barreto, Luz María Bobadilla, Luis Szarán, Diego Sánchez Haase, Nicolino Pellegrini, Darío Gómez Serrato. En Paraguay funcionan varios institutos para la formación académica musical, entre las que pueden citarse la Escuela de Música Diapasón, Academia de música Music Hall, Escuela de música Yamaha, Academia de música Asunción Asensio, etc.

#### Rock paraguayo
El rock nacional nace de un movimiento de resistencia y oposición a una sociedad conservadora y un régimen de gobierno opresivo, con intérpretes solistas que elaboraban sus propias composiciones en castellano y en guaraní. Fue un estilo que se gestó de manera underground, es decir, en la periferia de la escena musical paraguaya, pero como sucede, el rock de Paraguay compartió el mismo escenario paralelo que en otros países, al ascender exponencialmente de popularidad en los clubes y fiestas de la clase adinerada. Durante su auge estuvo influenciado por el beat argentino y el movimiento anglosajón, hasta que en 1983 (época en que el movimiento underground estaba en expansión) el grupo Pro Rock Ensamble lanza el primer LP paraguayo titulado Música para los perros, con un éxito moderado el cual toma fuerza hasta los años siguientes. En 1993 el grupo de thrash metal Corrosion lanza su LP Report of exploitation en el que incluyen un tema en guaraní. Así, a partir del 2000 en adelante el escenario rock-metal adquiere forma y aceptación del público paraguayo. Los grupos y proyectos musicales que contribuyen al género y subgénero son: Bohemia Urbana, Salamandra, Pipa Para Tabaco, The Force, Kchiporros, Revolber, Paiko, Área 69, Sabaoth, Kuazar, Funeral, Mastermind, Under Assault y grupos femeninos como Las Evas, Las Residentas, Carnival Prozac Dreams y otras alineaciones lideradas por la vocalista Mónica Guppy. De hecho, la mayoría de las agrupaciones que surgieron en los 60 y 70 trabajaban en proyectos académicos y orquestales.

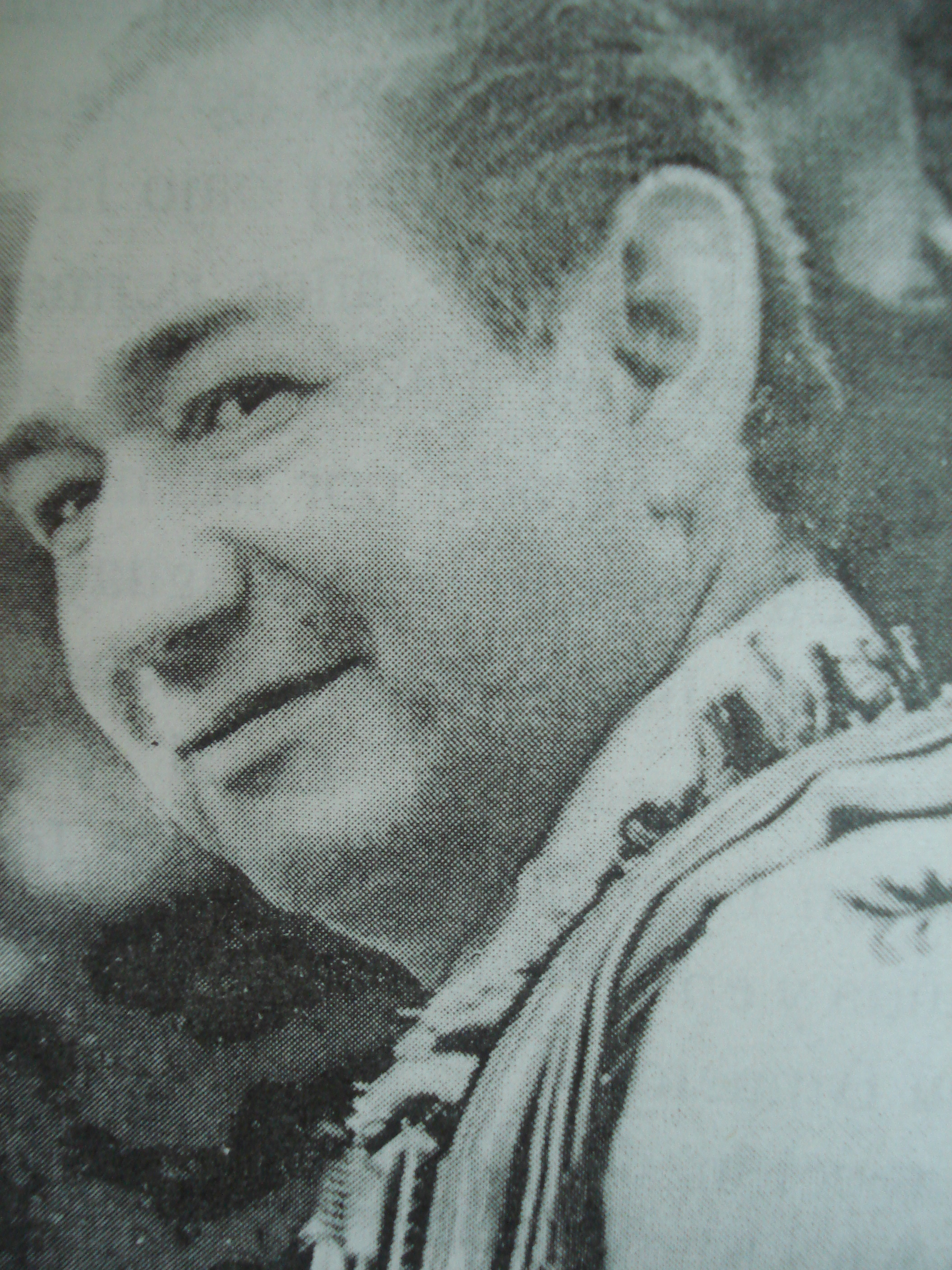
Hilarión Correa.
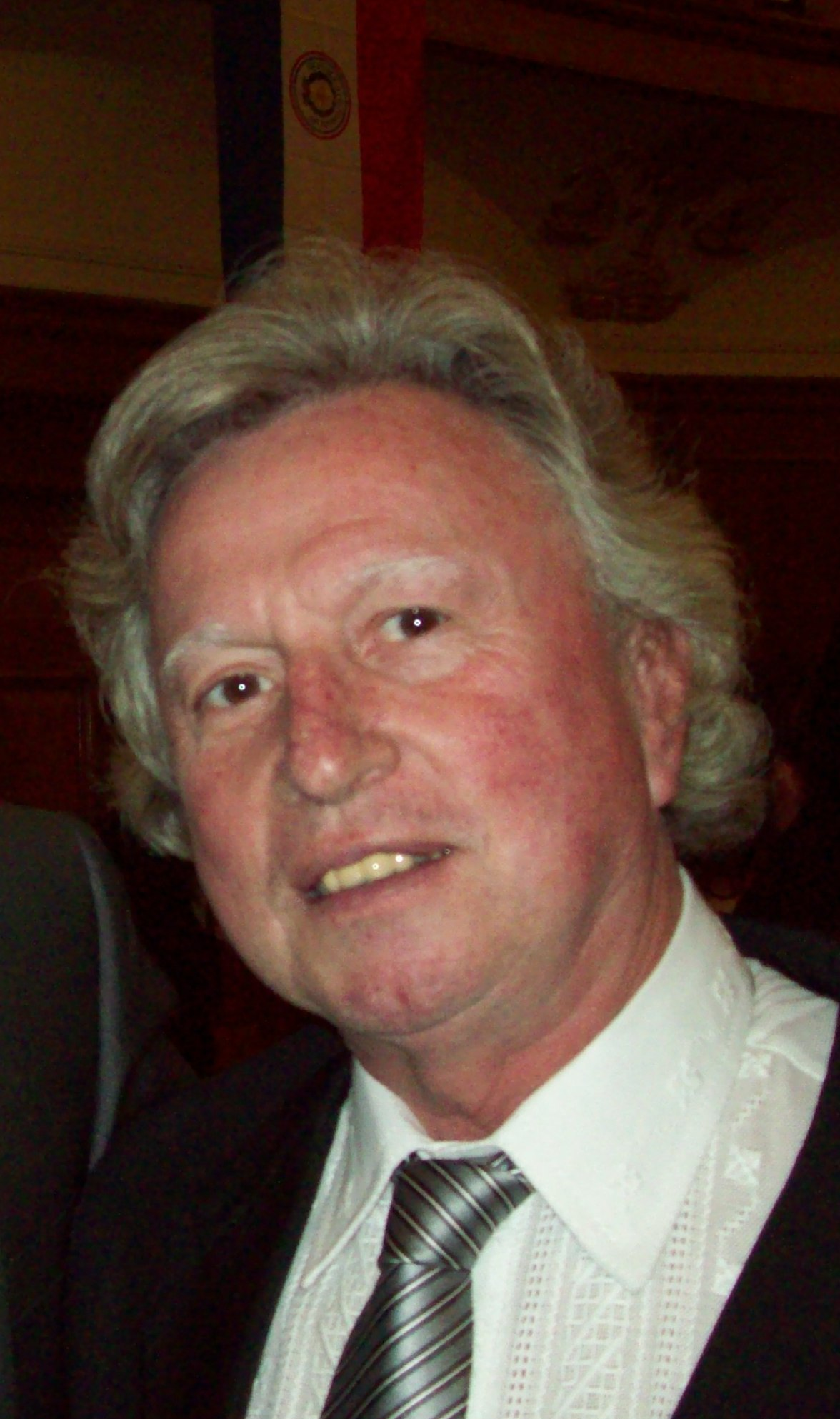
Luis Szarán.
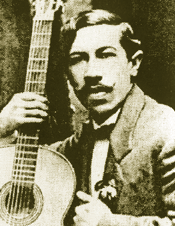
Agustín Pío Barrios.
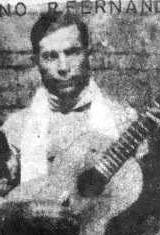
Emiliano R. Fernández.
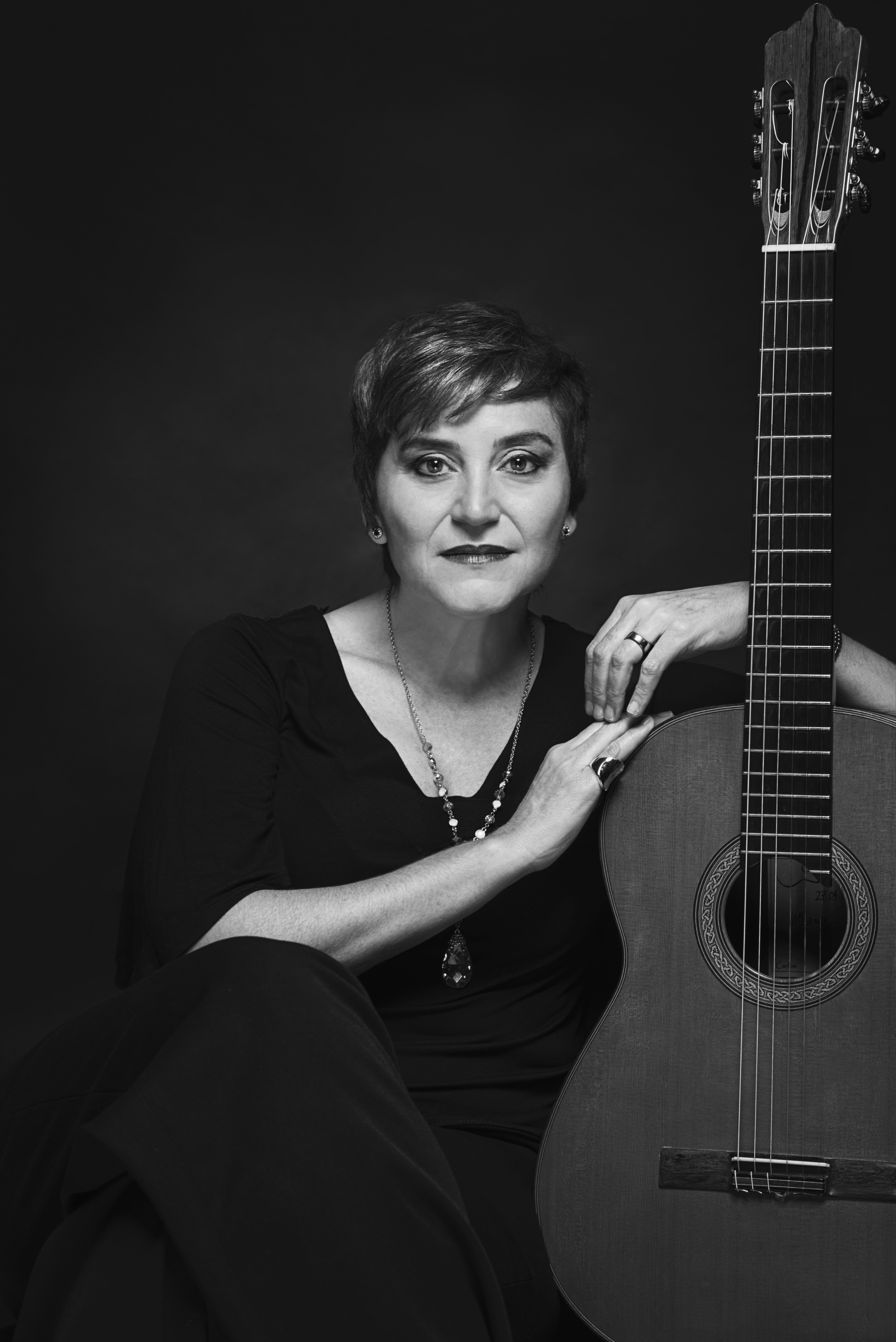
Berta Rojas.
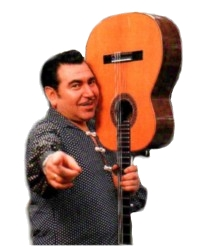
Luis Alberto del Paraná.
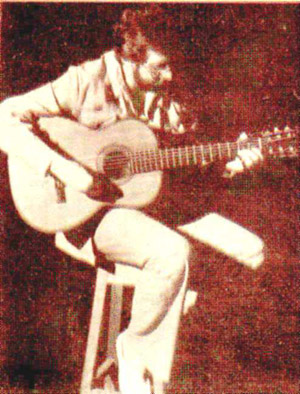
Maneco Galeano.

### Artes literarias

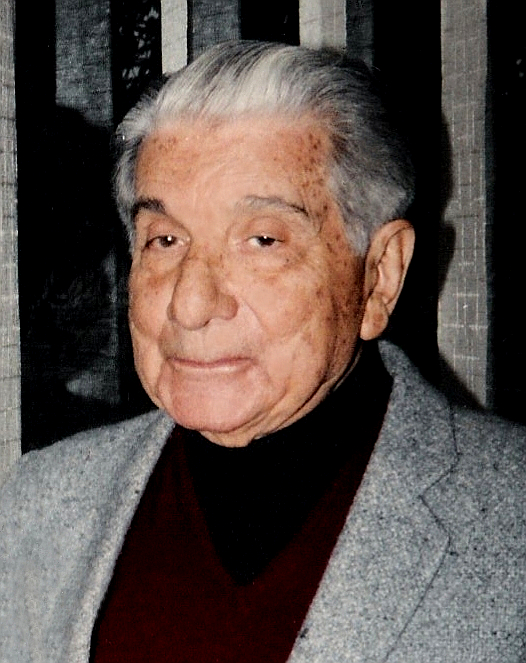
Augusto Roa Bastos, ganador del Premio Cervantes en 1989.

La literatura paraguaya es una de las más desconocidas en el panorama latinoamericano y los autores conocidos fuera de sus fronteras son Augusto Roa Bastos, Josefina Pla, Gabriel Casaccia, Elvio Romero y Rubén Bareiro Saguier. La Guerra de la Triple Alianza, que supuso una interrupción de las incipientes actividades literarias, sumado a la reconstrucción del país desde el último cuarto del siglo XIX, las producciones paraguayas más importantes aparecerían en pleno siglo XX. En la posguerra del chaco, nuevas corrientes estéticas encuentran difusión en la poética paraguaya. En lo que a periodismo paraguayo respecta, su nacimiento como oficio se da en el Paraguay de Carlos Antonio López, cuando en 1844 abrió el primer establecimiento de una imprenta el cual funcionaría apenas se lanzara el tiraje del periódico "El Paraguayo Independiente".

#### Literatura castellana
El desarrollo de la literatura en el siglo XIX era todavía pobre debido a la férrea censura de la Dictadura de Francia, al eliminar la práctica literaria. De las décadas posteriores se conocen autores dedicados a la poesía, como Natalicio Talavera, y algunos hitos literarios, como la creación de la revista La Aurora o la tira cómica/informativa Cabichu'i. Durante el siglo XX, la práctica literaria aumenta paulatinamente hasta alcanzar su apogeo en los poetas de la generación del 40. En ese grupo se encuentra Augusto Roa Bastos, el escritor más universal del país, y con él, aparecerían más obras en la década del 60, mientras que en los años 1980 las editoriales apuestan a favorecer a autores emergentes. Las diez obras imprescindibles de la literatura del Paraguay son: El dolor paraguayo (Rafael Barret, 1909); Ceniza redimida (Hérib Campos Cervera, 1950); La Llaga (Gabriel Casaccia, 1963); Ojo por diente (Rubén Bareiro Saguier, 1971); Angola y otros cuentos (Helio Vera, 1984); Cuentos, microcuentos y anticuentos (Mario Halley Mora, 1987); Antología poética (José Gómez Sanjurjo, 1996); Poesías completas (Josefina Pla, 1996); Poesía completa (Elvio Romero, 2011); Memorias de la Guerra del Paraguay (Augusto Roa Bastos, 2011).

#### Literatura guaraní
La literatura de creación en lengua guaraní es copiosa y creciente. Durante las décadas de 1920 y 1930 los aedos guaraníticos superaron en lirismo a los poetas de producción castellana, el cual alcanzó sus notas más altas con Manuel Ortiz Guerrero, Marcelino Pérez Martínez con "Rohechaga'u", y Darío Gómez Serrato con "Jasy Morotî". Son manifestaciones del genius loci que expande el alma popular, con un coro selvático, "digno del río epónimo", como concluiría Justo Pastor Benítez. En 1950 se funda la Asociación de Poetas, Escritores y Artistas Guaraníes, y si bien, poco tiempo atrás la tendencia era componer música paraguaya con letras en guaraní, existe una predilección de escribirla en castellano (o en ambos idiomas), debido a que la idea es alcanzar mayores éxitos y difusión internacional. Entre los prolíficos y meritorios autores que usaron el guaraní como medio de expresión se encuentran Narciso Ramón Colman, Leopoldo Benítez, Félix Fernández Galeano, Francisco Martín Barrios, Darío Gómez Serrato, Eduardo Saguier (quien tradujo el poema Martín Fierro), Emiliano R. Fernández, Gumersindo Ayala Aquino y Mariano Celso Pedrozo. Existen escritores y coautores que se encargaron de darle una interpretación musical a cada una de las estrofas escritas y se popularizaron, más por la musicalización que por el verso en sí.

## Artesanía
La artesanía paraguaya es conocida y apreciada en muchas partes del mundo. El Instituto Paraguayo de Artesanía (IPA), creado por Ley N.º 2448/2004, es una entidad autárquica y descentralizada cuyo objetivo es promover el desarrollo de la artesanía nacional, estimular y proteger al artesano, así como buscar canales de comercialización e incentivar la formación en los diferentes rubros que se encuentran. La artesanía de Paraguay se divide en dos vertientes: la artesanía paraguaya y la artesanía indígena. En el Paraguay virreinal, las manifestaciones artesanales como el kambuchi y los tejidos fueron aprovechadas para las nuevas funciones coloniales, mientras que la pintura corporal y el arte plumario fueron erradicadas por su incompatibilidad con el proyecto colonizador español. En el Paraguay Independiente, a causa del enclaustramiento del país decretado por el Dr. Francia, el retorno a las modalidades artesanales con raíces coloniales provocó su impulso a fin de abastecer la demanda local. Más adelante, aún después de la Guerra Grande, Josefina Pla señala que ciertas artesanías sobrevivieron a la destrucción fundamentalmente porque estaban ligadas a las funciones utilitarias elementales, y también a la práctica femenina, si se tiene en cuenta que la población masculina adulta fue diezmada en la guerra. Desde entonces, por un lado, la cerámica y el tejido resurge entre las demás artesanías gracias a las mujeres, y por el otro, emerge la talla y el forjado de metales, practicado por los varones.

#### Cerámica y alfarería
La cerámica paraguaya tiene bases autóctonas (guaraníes), sin embargo, los máximos exponentes que elevaron la cerámica paraguaya a un plano artístico fueron Julián de la Herrería y José Laterza Parodi. La cerámica guaraní se clasifica en: cacharros, destinados a contener líquidos de diversos tamaños; objetos destinados a la restringida cocina tribal y; urnas funerarias de diversos tamaños. No se encontraron vestigios respecto a la cerámica lúdica. Mucho antes de la llegada de los españoles, los guaraníes acostumbraban fabricar objetos de barro en los alrededores del Lago Ypacaraí; ciudades como Itá, Areguá o Tobatí también eran localidades atractivas por las cualidades especiales de sus arcillas. Durante el siglo XVII, en las reducciones jesuíticas surgieron talleres ceramísticos, creándose centros de la artesanía guaraní que finalmente desaparecieron tras la expulsión de los jesuitas. De esos centros, solo la de Itá logró sobrevivir con las características válidas de una tradición artesanal. En la actualidad, lo que más se emplea para la elaboración ceramística son los barros de Itá y Areguá; la primera de una textura ordinaria, mientras que la segunda es un grano más fino y de textura suave capaz de moldear detalles finos. Otro barro empleado es el de Tobatí, de aspecto blanquecino cuya composición se presta a materiales porcelánicos.

#### Cuero repujado
La artesanía en cuero repujado tiene a la ciudad de Atyrá como capital de este rubro, y se basa en la elaboración de mochilas, taburetes, alhajeros, recuerdos de viaje y el artículo de mayor demanda: los equipos de mate y tereré forrados en cuerina, cuero, y similcuero. La idea de los termos forrados surgió en 2005 cuando Zulema Gilardoni decidió "vestirlos" de una forma original. Así, en 2006 la diseñadora funda Pyahu Artesanía en la ciudad de Luque, una tienda que experimenta con el forrado artístico de termos de tereré con base en cuero, cuerina, bordados, pirograbados, fotografías, detalles dorados y plateados.

#### Orfebrería y filigrana
La orfebrería comenzó con la llegada de los españoles y desde 1865 se usaban joyas de mayores proporciones como también utensilios de plata, lo cual fue volviéndose habitual. Las joyas de filigrana son totalmente artesanales y fabricadas a mano, y es un sello característico de Luque, ciudad única por la peculiaridad de los trabajos en oro y plata. Además de insignias, servilleteros y otros amuletos, lo llamativo son los juegos de mate y tereré: guampas, materos, bombillas y jarras con diseños rústicos carácterísticos de la idiosincrasia paraguaya, como el ñandutí por ejemplo.

#### Encajes y bordados
El ao po'i es un bordado tradicional oriundo de Yataity del Guairá, en el departamento autorreferenciado. Este bordado, cuyo origen data de los tiempos del Dr. Francia, cuenta en la actualidad con una exportación aproximada de 25.000 prendas al año. La demanda de prendas y manteles con bordados de ao po'i impactan de forma positiva en los mercados internacionales como España, Francia y Uruguay, además de pedidos ocasionales en México y Japón. El ñandutí es un encaje que sirve de ornamenta simbólica (en danzas paraguayas) o para adornar indumentarias, sombreros, termos forrados, y muchas más. El ñandutí era un artículo de lujo que se solía elaborar con finos hilos blancos, y se reservaba para adornar la ropa de eventos especiales como las bodas y cumpleaños, no obstante, con el tiempo abandonó su riguroso color blanco y su condición de uso ceremonial para transformarse en el vivo y complejo calado del que se dota ahora.

## Filosofía
En los últimos años del dominio español en América, los intelectuales latinoamericanos que anhelaban enmanciparse leían furtivamente los libros de los enciclopedistas franceses, que llegaron al continente americano y lograron burlar la censura de la corona española y de la Iglesia Católica. Según Arturo Ardao, los trabajos de Condillac eran apreciados por los rioplatenses de entonces. No tardó mucho para que las nuevas repúblicas lograran superar las situaciones de anarquía y tiranía que ocurrieron tras las revoluciones de independencia para así, fundar nuevas universidades o contratar como docentes a profesores europeos. Estos docentes divulgaron las ideas positivistas y tuvieron mucho éxito en Latinoamérica durante los siglos XIX y XX. Para el año 1811, las personas mayores consideradas como cultas en Paraguay fueron los doctores Pedro Cañete y Manuel Talavera, de formación escolástica y de tendencia realista, aunque desconocedores de las ideas filosóficas de la ilustración francesa. Sin embargo, los jóvenes brillantes de aquel tiempo eran los doctores Pedro Somellera, Fernando de la Mora y José Gaspar Rodríguez de Francia, todos conocedores de la filosofía escolástica y lectores furtivos de autores franceses, entre ellos Condillac. El positivismo comtiano entraría en Paraguay recién desde 1870 por medio de José Segundo Decoud, Juan Silvano Godoy, Benigno Ferreira y Manuel Gondra, quienes habían estudiado en Buenos Aires. Otras personalidades cultas fueron Facundo Machaín, Benjamín Aceval y Cecilio Báez que, con la muerte de este último, se discontinuó la difusión de la idea positivista en Paraguay.
Justo Pastor Benítez, tras regresar de Brasil en 1952, fue el difusor pionero de la lógica matemática y de las investigaciones realizadas por Euryalo Cannabrava. En la actualidad existe un joven que se desenvuelve en el campo de la filosofía analítica, Daniel Mendonca Bonnet, quien es también profesor de la Facultad de Ciencias Jurídicas de la Universidad Católica de Asunción. En resumen, todo lo mencionado indica que la filosofía en la praxis ya estaba imbuida desde la víspera de la independencia paraguaya, pero su enseñanza académica se introduce recién en la década de 1940 en la Universidad Nacional de Asunción. Entre los novecentistas paraguayos se encuentran: Oscar Creydt y Obdulio Barthe, de tendencia marxista entre los periodos de la Guerra del Chaco y la Revolución de 1947; Rafael Barrett, de ideología anarquista; Fermín Ramón Zubizarreta y Viriato Díaz-Pérez, inclinados al krausismo. Si bien ninguno de los novecentistas paraguayos fue existencialista, cabe mencionar que entre sus ideas filosóficas predominó la preferencia por el positivismo por encima del neotomismo. Según Justo Pastor Benítez, las generaciones culturales del Paraguay se dividen en diez: Generación de 1811 (De la independencia), Generación de 1826 (Periodo Francista), Generación de 1840 (Periodo Carlos-Gelly), Generación de 1855 (Periodo López-Bergés-Maíz-Talavera), Generación de 1870 (Periodo Machaín-Godoy-Decoud-Miltos), Generación de 1885 (Colegio Nacional-Escuela de Derecho-Partidos Políticos), Generación de 1900 (Instituto Paraguayo-Historia-Positivismo), Generación de 1915 (Periodo Chaco), Generación de 1930 (Periodo Combatientes del Chaco), y la Generación de 1945 (Periodo en formación).

## Deportes

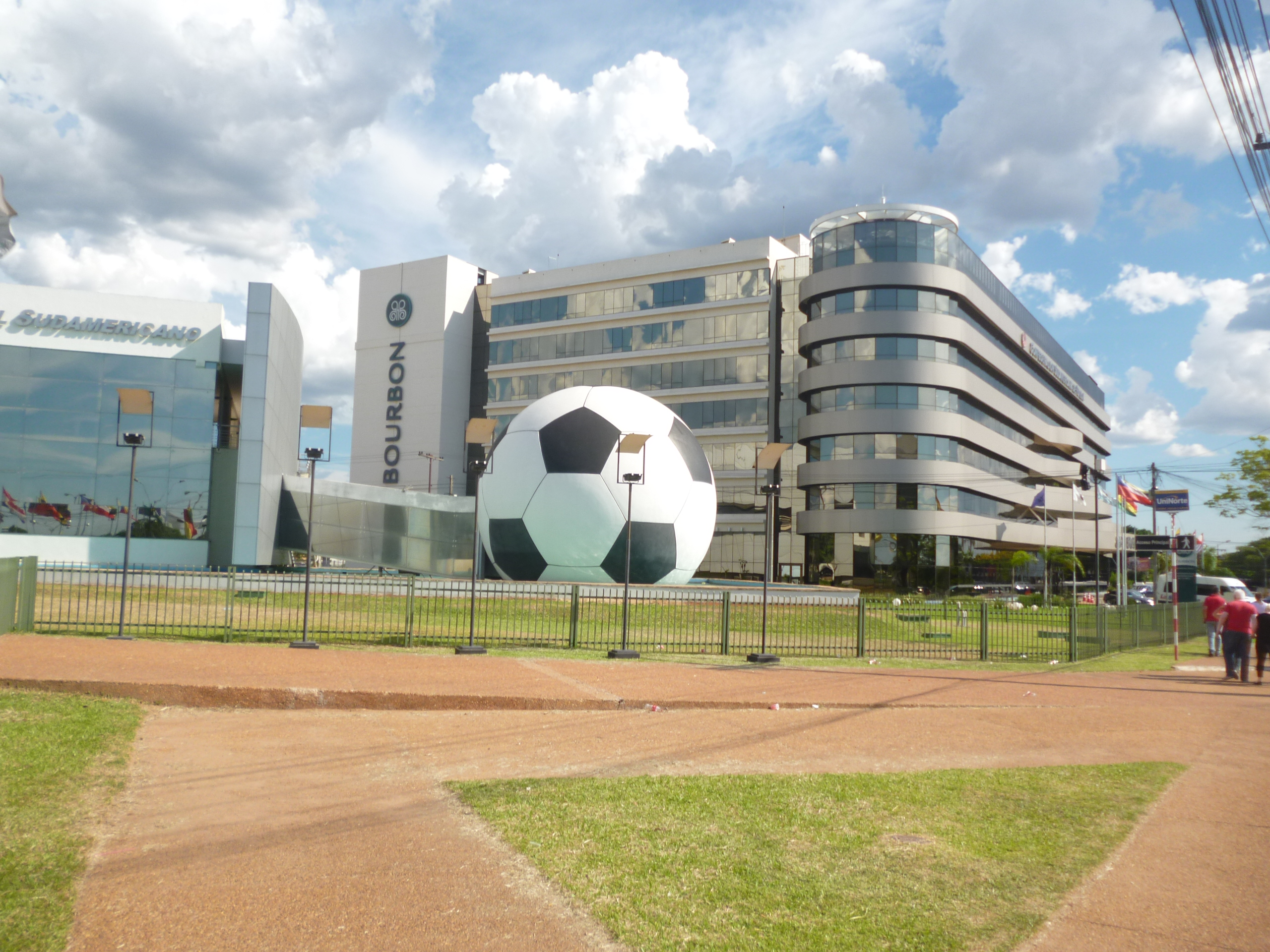
En Luque, Gran Asunción, el Museo del Fútbol Sudamericano posee contenido audiovisual e interactivo que exhiben la historia del fútbol sudamericano con fotos, videos y objetos históricos.

El deporte más popular y más practicado es el fútbol. La selección de Paraguay fue dos veces campeona de la Copa América, en 1953 y 1979. También obtuvo una medalla de plata en los Juegos Olímpicos de Atenas de 2004, siendo la única del país hasta el momento. Además participó ocho veces en la Copa Mundial de Fútbol, siendo el Mundial 2010 su mejor participación al alcanzar por primera vez los cuartos de final.
Los cinco grandes de la liga paraguaya son Olimpia, Cerro Porteño, Libertad, Nacional y Guaraní. El Club Olimpia, apodado localmente "El Decano", tiene la mayor cantidad de títulos a nivel nacional e internacional, y es uno de los clubes más antiguos. Cerro Porteño, apodado como "El Ciclón", es el segundo equipo con mayor cantidad de títulos a nivel nacional. Libertad, apodado como "El Gumarelo", es otro de los clubes más importantes del país, siendo el tercer equipo con más campeonatos oficiales. Paraguay es sede de la CONMEBOL, en la ciudad de Luque. Los jugadores más conocidos son Arsenio Pastor Erico, José Luis Chilavert, Catalino Rivarola Méndez, Fabián Balbuena, Roque Santa Cruz, Salvador Cabañas, Carlos Gamarra, José Saturnino Cardozo, Gustavo Gómez, Romerito, Roberto Cabañas, Francisco Javier Arce Rolón, entre otros. 
Luego del fútbol, el deporte con más aficionados es el rally, cuyo evento más tradicional es el Trans-Chaco Rally que se disputa desde 1971. El deporte amateur con mayor crecimiento en el país en los últimos años ha sido el rugby. Otros deportes practicados son el baloncesto, el hockey sobre césped, el voleibol, el balonmano, el remo, el golf, el patinaje artístico sobre ruedas y la natación, cuyo principal representante es Benjamín Hockin.
En el tenis, Víctor Pecci consiguió el Torneo de Roland Garros en la categoría júnior en 1973 y el subcampeonato en la categoría profesional en 1979. Rossana de los Ríos repitió lo de Pecci en 1992 con el título del Roland Garros júnior. En la Copa Davis Paraguay compitió por primera vez en la edición de 1931, y luego volvió a competir solo en el año 1982. Su mejor resultado fue llegar a los cuartos de final en cuatro oportunidades en las ediciones 1983, 1984, 1985 y 1987.

## Gastronomía
La gastronomía de Paraguay está influenciada por la gastronomía guaraní, la cocina española, la cocina italiana y la cocina alemana. Los platos que constituyen el patrimonio cultural inmaterial del país son el vorí vorí, el jopara, la sopa paraguaya y el locro. Durante mucho tiempo, Asunción fue el epicentro de las expediciones conosureñas antes de la formación del Virreinato del Río de la Plata, y en efecto, Paraguay fue el país que mejor políticas empleó para la preservación de la cultura mestiza-guaraní ejerciendo en la praxis no solo el idioma, sino también la culinaria heredada, que desde los comienzos se establecieron en conjunto con la sociedad y forma de vida criolla.
Paraguay es el tercer consumidor de carne vacuna en el mundo, con 28 kilos per cápita, siendo superado solo por Uruguay (41 kilos) y Argentina (44 kilos). Entre los platos típicos están el chipa guazú, piracaldo, guisados y ensaladas a base de porotos, caldos, menudencias y pescados autóctonos. Es masivo y notorio el consumo de alimentos a base de harina de maíz paraguaya, choclo, mandioca, almidón y maíz, entre las que se pueden nombrar la chipa, mbeju y sus sendas variantes. En Paraguay también se consumen pastas y empanadas producto del legado de la inmigración italiana. Además del café, cerveza, vino y otras bebidas, lo más autóctono de Paraguay son el mate, mate cocido, tereré, carrulim, mate dulce, tereré ruso, mosto helado y cocido quemado.
La gastronomía paraguaya tiene notoria presencia en el plano internacional. Paraguay participó por primera vez en la Feria Internacional de Turismo Gastronómico (FIBEGA), realizada el 10, 11 y 12 de mayo de 2019, en Miami. En el marco de este acontecimiento, el libro de recetas bilingüe "Poytáva - Origen y Evolución de la Gastronomía Paraguaya", de la etnogastrónoma Graciela Martínez, fue nominado y premiado en la categoría «Best Promotional Artistic work in Gastronomy Tourism» (en castellano, mejor trabajo artístico de promoción en turismo gastronómico). El libro galardonado es fruto de las tres décadas de estudios de la chef. Por otra parte, el tereré fue declarado Patrimonio cultural inmaterial de la Humanidad el 17 de diciembre de 2020.

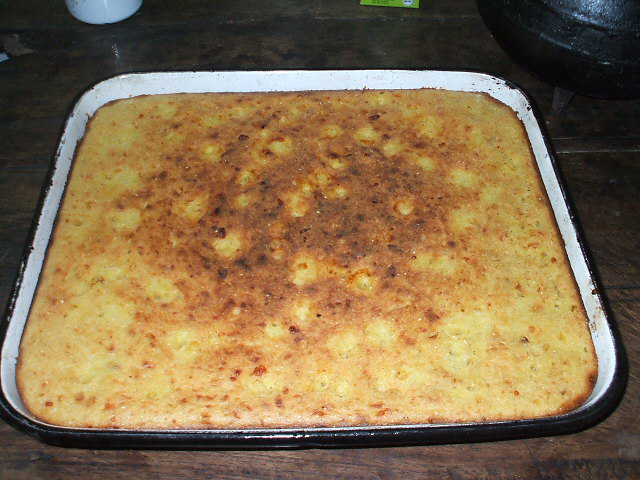
Sopa paraguaya.
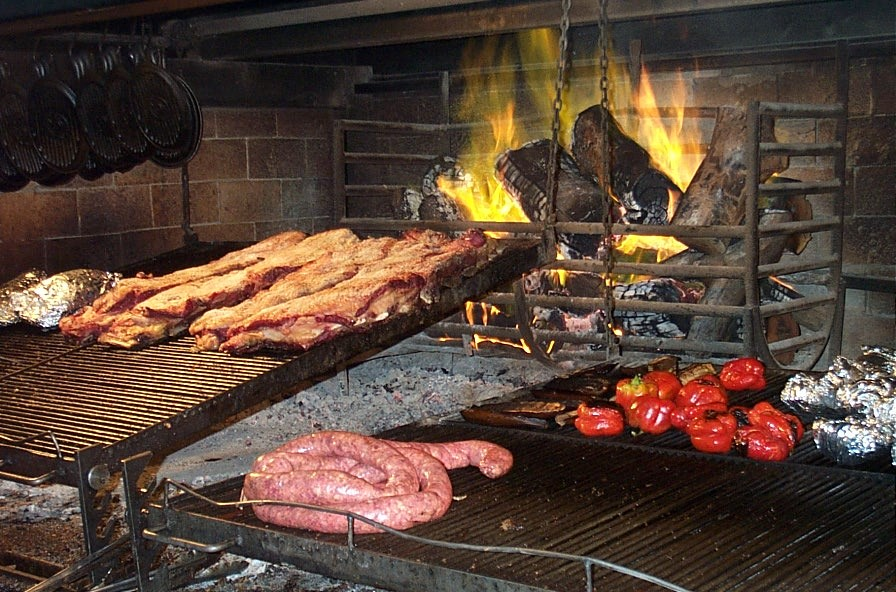
Asado.
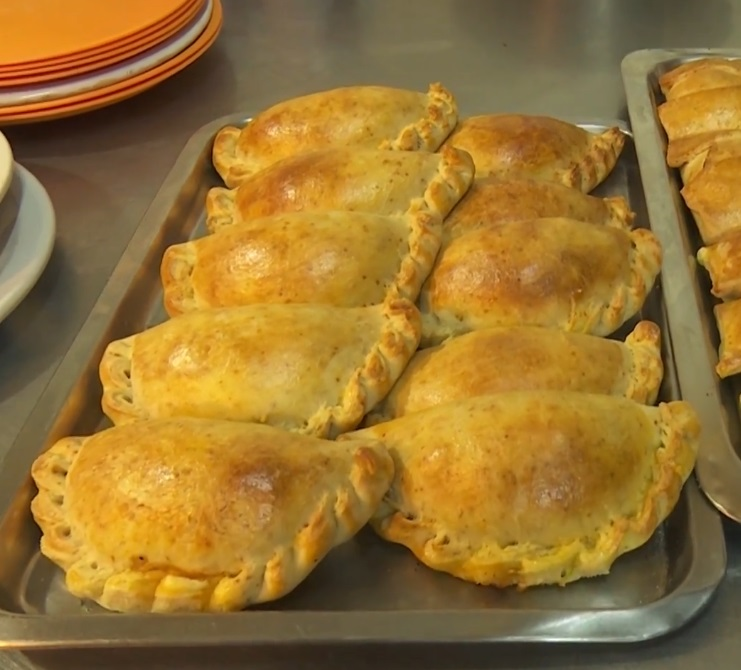
Empanadas.
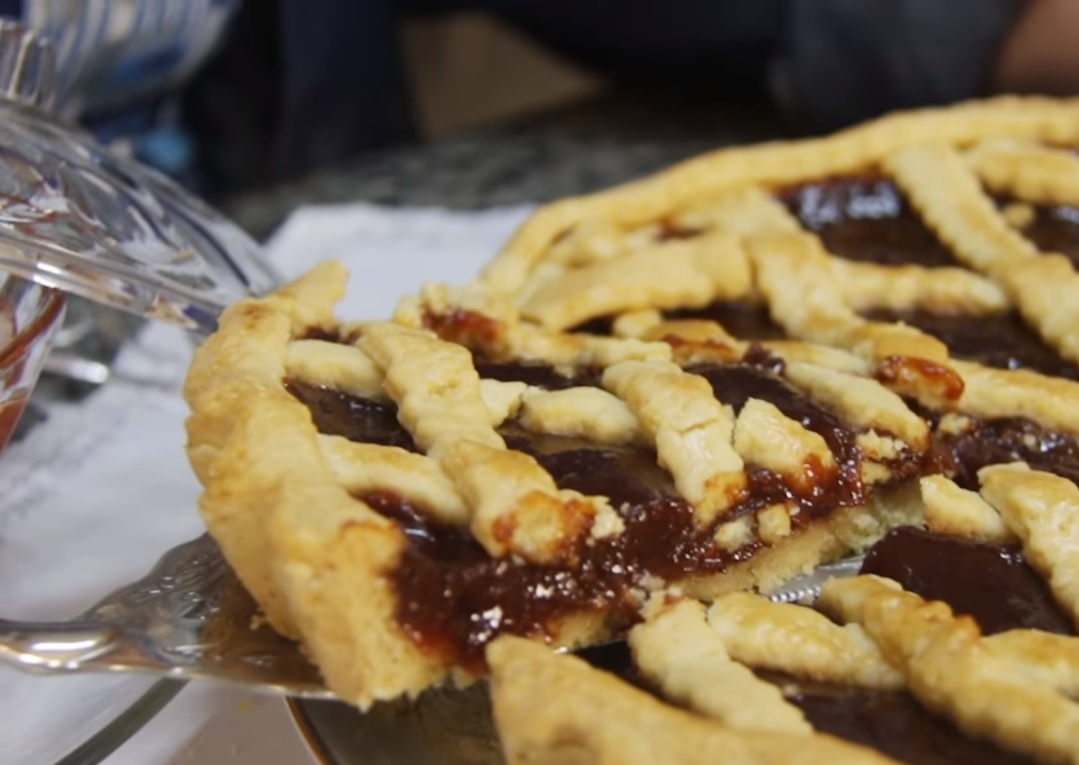
Pastafrola.
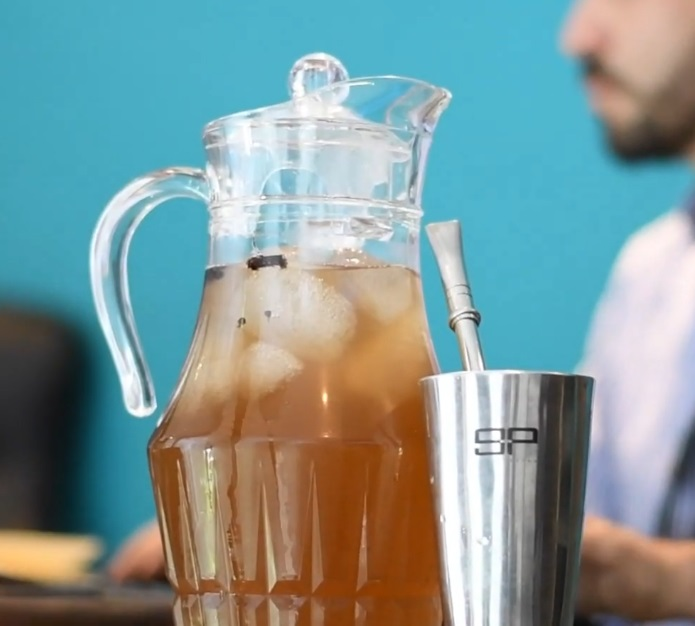
Tereré.
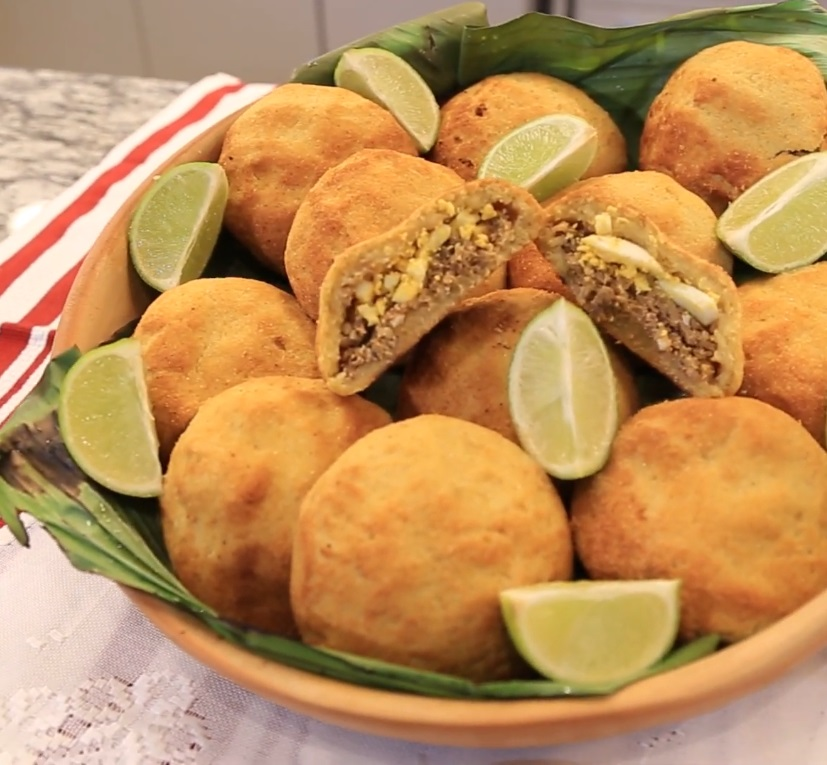
Chipa so'o.

## Sectores culturales específicos

### Cultura chaqueña
La región occidental, al ser una región aislada y despoblada, consituye un territorio donde conviven comunidades indígenas y menonitas. En este aspecto, las localidades chaqueñas presentan un contraste diferente en su cultura e idiosincrasia en relación con el resto de Paraguay, y se influyen de forma recíproca como sucede con las comunidades chaqueñas como Filadelfia, Loma Plata, Mariscal Estigarribia, Fuerte Olimpo, etc. cuya cultura e idiosincrasia se sientan sobre las bases de una ciudad multicultural y pluriétnica. Un ejemplo de ello es la Fiesta de las Tradiciones, una celebración que se realiza anualmente en Filadelfia, donde las diferentes etnias participan para exponer sus tradiciones y lograr así una integración entre las comunidades.

### Cultura gauchesca
La cultura gauchesca, conformado por hombres del campo que se encargan de cuidar el ganado, tienen costumbres asociados con la corrida de toros, doma de potros salvajes, carrera de jinetes y otros exponentes de su identidad. Muchas de estas celebraciones tienen lugar en Santiago de las Misiones, en la "Fiesta de la Tradición Misionera", uno de los mayores eventos folclóricos del país. En este festival destellan una riada de costumbres campestres relacionados con platos típicos, su vestimenta tradicional y sus habilidades en las labores ganaderas. Los estandartes y atuendos de estos jinetes son el pantalón bombacho, botas con espuelas y grandes sombreros. En estos festivales, los gauchos saltan al ruedo precedido por los versos del payador, que es el músico que ensalza las virtudes de los domadores. Las corridas de toros no terminan con la muerte del animal, sino que se limitan a mostrar la destreza de los mozos para hacer acrobacias sobre los novillos.

### Cultura indígena

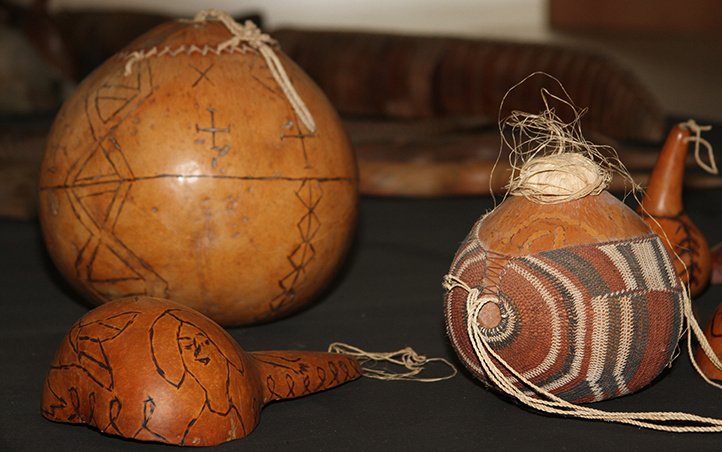
Artesanía Nivaclé.

Paraguay es un país pluricultural y bilingüe según el artículo 140 de la Constitución Nacional. La población indígena es de 112.848 personas (1,8% de la población total), compuesta por 19 pueblos indígenas distribuida a 5 familias lingüísticas. Estos grupos habitaron el país desde tiempos remotos, divididos en dos grupos que se identifican con dos sistemas ecológicos profundamente diferenciados: en la Paraneña paraguaya el Bosque Atlántico del Alto Paraná, conformada por pueblos agricultores de origen guaraní; y en el Chaco paraguayo la Llanura Chacopampeana con relativa escasez de agua, conformada por tribus recolectoras y cazadoras de origen pampeano.
Además de la artesanía paraguaya, también destaca la artesanía indígena de estos grupos minoritarios, tales como la cestería y los objetos de ornamentación plumaria, la cerámica y las tallas en madera. Diferentes etnias como los chamacocos, mbyás, ayoreos, paí tavyterás, tobas y makás destacan como excelentes tejedores, de los cuales surgen trajes ceremoniales, mantas, bolsos, fajas y otros tejidos en hilos de vivos colores que representan una novedad en la gama artesanal. Por su parte, la cestería está emparentada con el tejido indígena, que abarca una gama amplia de canastos y bolsas para diferentes usos, caracterizado por la consistencia distintiva de los materiales provenientes del tacuarembó, el caraguatá y el pindó, como los que proceden los mbyás o los achés. Respecto al arte plumario indígena, es desarrollado por distintas etnias, como los guaraníes que utilizan los “yeguacá” o diademas de adorno para ceremonias especiales, o los nivaclé que visten unos penachos realizados con vistosas plumas. En el ámbito de la cerámica, la misma abarca desde antiguas urnas funerarias, hasta vasijas de uso culinario, cuya procedencia se conoce por la ornamentación con engobe. Las tallas de madera abarca máscaras utilizadas por algunas etnias en determinados rituales, cachimbos, silletas y figuras diversas, antropomorfas y zoomorfas.

## Tenencia y portación de armas
La tenencia y portación de armas en Paraguay es bastante discutido, y con frecuencia se habla de que no existe un verdadero control y restricción para quienes lo poseen y utilizan. No obstante, las leyes del país establecen requisitos y situaciones para que el permiso sea otorgado. Es importante aclarar que la tenencia y portación son permisos diferentes: la portación es concedida por la Policía Nacional, con previa solicitud en esta institución; en cambio, la tenencia es otorgada por la Dirección de Material Bélico (DIMABEL). Tener primero la tenencia permitirá la licencia de portación de un arma. Los permisos de portación de armas a civiles se otorga desde agosto de 2011 bajo la Ley N° 4036/2010.

## Fiestas y celebraciones nacionales
Paraguay tiene dos días feriados que afectan a importantes instituciones, aunque no se traten de feriados nacionales. El 30 de abril, Día del Maestro, es feriado para instituciones educativas; mientras que el 31 de diciembre es feriado bancario establecido por el Banco Central del Paraguay. Algunos feriados que caen en días laborales o entre semana, suelen pasarse para el lunes o viernes, de manera a fomentar el turismo interno.
Durante todo el año, en pueblos y ciudades se realizan fiestas populares en honor a varios santos, la característica principal de todo esto, es que cada distrito/departamento tiene su propia celebración para un determinado santo. En estas fiestas populares son recreadas las tradiciones (juegos, gastronomía, mitos, leyendas, danzas, canciones, etc.), las cuales alcanzan su mayor esplendor en la fiesta de San Juan, realizada entre junio y julio. Durante las fiestas en honor a los santos se realiza la jineteada gaucha y el torín.
| Fecha                    | Nombre internacional                         | Nombre oficial                               | Notas                                                |
| ------------------------ | -------------------------------------------- | -------------------------------------------- | ---------------------------------------------------- |
| 1 de enero               | Año nuevo                                    | Año nuevo                                    | No laborable.                                        |
| 6 de enero               | Epifanía                                     | Día de los Reyes Magos                       | Laborable. Inamovible.                               |
| Fecha móvil              | Carnaval                                     | Carnaval Encarnaceno                         | Laborable. Aplica solo a nivel local.                |
| Último sábado de febrero | Día del tereré, bebida nacional del Paraguay | Día Nacional del Tereré                      | Laborable.                                           |
| 1 de marzo               | Día de los Héroes                            | Día de los Héroes de la Patria               | No laborable. Trasladable.                           |
| Fecha móvil              | Semana Santa                                 | Semana Santa                                 | No laborable.                                        |
| 1 de mayo                | Día Internacional de los Trabajadores        | Día de los trabajadores                      | No laborable. Trasladable.                           |
| 14 y 15 de mayo          | Independencia del Paraguay y Día de la Madre | Día de la Independencia y Día de la Madre    | Laborable. Inamovible.                               |
| 12 de junio              | Paz del Chaco                                | Paz del Chaco                                | Laborable. Trasladable.                              |
| 3º domingo de junio      | Día del Padre                                | Día del Padre                                | No laborable.                                        |
| Junio y julio            | Fiesta de San Juan                           | Fiesta de San Juan                           | Laborable. Variable.                                 |
| 14 de agosto             | Día de la bandera paraguaya                  | Día de la bandera                            | Laborable. Inamovible.                               |
| 15 de agosto             | Día de la Fundación de Asunción              | Fundación de Asunción                        | No laborable. Inamovible. Aplica solo a nivel local. |
| 29 de septiembre         | Batalla del fortín Boquerón                  | Batalla de Boquerón                          | No laborable. Trasladable.                           |
| 12 de octubre            | Día de la Raza                               | Día de la Raza                               | Laborable. Inamovible.                               |
| 2 de noviembre           | Día de los Fieles Difuntos                   | Día de los difuntos                          | Laborable. Inamovible.                               |
| 8 de diciembre           | Virgen de Caacupé                            | Inmaculada Concepción de la Santísima Virgen | No laborable. Inamovible.                            |
| 24 de diciembre          | Nochebuena                                   | Nochebuena                                   | No laborable.                                        |
| 25 de diciembre          | Navidad                                      | Navidad                                      | No laborable.                                        |
| 31 de diciembre          | Nochevieja                                   | Fin de año                                   | No laborable.                                        |